# تظاهرات تاسوعا و عاشورای ۱۳۸۸ هواداران جنبش سبز
تظاهرات هواداران جنبش سبز در تاسوعا و عاشورا مجموعه تظاهراتی خیابانی است که هواداران جنبش سبز در روز تاسوعا (۵ دی ۱۳۸۸)، روز عاشورا (۶ دی ۱۳۸۸) و شب عاشورا (شام غریبان) در چندین شهر ایران برگزار کردند.
این تظاهرات در روز عاشورا به شکلی گسترده و با حضور مردم در شهر تهران و سایر شهرهای ایران صورت گرفت و معترضاناقدام به آتش زدن پرچم های امام حسیندر میدان ولیعصرکردند . درگیری‌های روز عاشورا، خونین‌ترین مواجهه بین نیرو های مسلح و غیر مسلح  حامی موسوی و نیروهای امنیتی ایران و مردم  از زمان آغاز اعتراضات به نتیجه انتخابات ریاست جمهوری خوانده شد. با توجه به اعتقادات شیعیان به ممنوع بودن هرگونه خشونت در روز مذهبی عاشورا، سرکوب و کشته شدن مردم و افراد نیروی انتظامی و بسیج توسط نیروهایی که منتسب به میر حسین موسوسی شمرده می‌شدند، احساسات شدیدی را برانگیخت و نقطه اوج اعتراضات محسوب می‌شد. احمد خاتمی در خصوص وقایع این روز در مراسم نماز جمعه آذر سال ۱۳۹۰ شرایط تهران در آن سال را همچون میدان جنگ توصیف کرد. تنها در تهران یازده تن در جریان تظاهرات کشته شدند، کشته شدن چهار نفر نیز در تبریز گزارش شد و مجموع کشته شدگان طبق آمار هیچگاه نیز پرونده آن‌ها توسط مراجع قضایی پیگیری نشد.
در مجموع تعداد بازداشت شدگان این تظاهرات در حدود ۱۴۰۰ نفر ارزیابی شد. موج بازداشت افراد قاتل تا مدت‌ها پس از فروکش کردن تظاهرات ادامه داشت.

## پیش‌زمینه
با نزدیک شدن ماه محرم که ده شب اول آن به مناسبت کشته شدن امام سوم شیعیان شب‌های عزاداری است بسیاری از معترضان در سطح وبلاگ‌ها و شبکه‌های اجتماعی از مردم خواستند تا از این موقعیت برای اعتراض استفاده کنند.
نیروی انتظامی پیش از آغاز محرم از هیئت‌های مذهبی خواسته بود مانع از حرکت گروهی مردم پشت سر دسته‌های عزاداری شوند و برای جلوگیری از «بی نظمی و راه‌بندان» قبل از حرکت دسته‌های عزاداری، مسیر حرکت خود را به نیروی انتظامی اعلام کنند. نیروی انتظامی دستور العملی به تمامی هیئت‌های مذهبی و دسته‌های عزاداری برای چگونگی برگزاری مراسم عزاداری داده بود اما گزارش شده که از برخی هیئت‌های مذهبی و دسته‌های عزاداری نیز خواسته بود که روز تاسوعا به خیابان نیایند.
پیش از ایام محرم، نیروی انتظامی هشدار داده بود که اگر کسانی در حاشیه عزاداری محرم دست به «کارهای خلاف امنیت» بزنند با آن‌ها برخورد خواهد شد. این در حالی است که خبرگزاری کار ایران از قول اسماعیل احمدی مقدم آورده بود: «مادامی که رفتار معترضان توأم با بی قانونی و تخریب و اغتشاش نشود، ما به دادن تذکر و مدارا بسنده می‌کنیم.» احمدی مقدم در عین حال تأکید کرده‌بود که «آنجایی که این اغتشاشات به تخریب و آشوب کشیده شود، با قاطعیت برخورد می‌کنیم و قاطعیت به این معنی است که لیدرها را شناسایی و بازداشت می‌کنیم.» به گفته فرمانده نیروی انتظامی، «این نوع برخورد نیروی انتظامی منجر به کاهش رفتارهای غیرقانونی در کشور شده است.»
سپاه پاسداران در ۳ دی با انتشار بولتن ویژه‌ای خطاب به هادیان سیاسی تحت امرش تأکید کرده بود که برای مقابله با محرم سبز باید هرگونه ندایی غیر از برنامه‌های رسمی هیئت‌های مذهبی طرد گردد. به همین منظور تنها در تهران غیر از مأموران رسمی نیروی انتظامی، ۱۸ هزار پلیس یار محرم برای کنترل شهر برای سرکوب معترضان قانون شکن عمل شدند.
از تاریخ ۲ دی، پایگاه‌های امدادی مرکز شهر تهران برای حمل‌ونقل مجروحان احتمالی تجمعات معترضان در تاسوعا و عاشورا به حالت آماده باش کامل درآمده‌بودند. یک منبع آگاه در این رابطه گفت: «دستور آماده باش به مراکز امدادی مرکز شهر تهران از عصر روز چهارشنبه ۲ دی داده شده است و امداد رسانان موظفند تا نیمه شب عاشورا برای حمل و نقل مجروحان احتمالی تجمعات معترضان در آماده باش به سر ببرند.»

### تظاهرات به مناسبت محرم و درگذشت حسینعلی منتظری
ایام محرم در ایران که با ایام درگذشت حسینعلی منتظری هم‌زمان شده بود، شاهد تظاهرات‌های مختلف اعتراضی بود. در پی درگذشت حسینعلی منتظری در روز سوم محرم میر حسین موسوی و مهدی کروبی از رهبران جنبش سبز در بیانیه‌ای مشترک روز ۳۰ آذر را عزای عمومی اعلام کردند و از مردم خواستند که در مراسم تشییع شرکت کنند. برآوردهای اولیه از مراسم تشییع پیکر حکایت از حضور صدها هزار نفر از مردم در این آیین داشت.
پس از آن نیز تجمعات و تظاهرات‌های مختلفی به مناسبت محرم و این رویداد، در شهرهای مختلف برگزار شد.

## تظاهرات روز تاسوعا
در درگیری‌های روز تاسوعا پلیس از باتوم و گاز اشک‌آور برای متفرق کردن معترضان استفاده کرد.

### تهران
در روز تاسوعا، درگیری‌هایی بین معترضان و نیروهای انتظامی در خیابان انقلاب، از میدان امام حسین تا میدان انقلاب رخ داد. در این روز، از میدان‌های انقلاب، فردوسی، امام حسین و هفت تیر خبرهایی مبنی بر درگیری شدید بین  نیروهای حامی میر حسین موسوی در مقابل عزاداران حسینی و نیروهای نظامی و لباس شخصی به گوش می‌رسد. بنا بر گزارش‌ها برخوردهای گاردهای ویژه و خصوصاً نیروهای لباس شخصی در این روز با معترض با صلابت بوده است.
همزمان با آغاز تجمع مخالفان دولت در روز تاسوعای حسینی، مأموران امنیتی اقدام به کنترل شدید مبادی ورودی و خروجی ایستگاه‌های مترو در مناطق مرکزی شهر کردند. ایستگاه‌های مترو انقلاب، فردوسی، دروازه دولت و امام حسین از صبح این روز به شدت توسط مأموران تحت کنترل بود و وسایل برخی از مسافران نیز توسط مأموران مورد بازرسی قرار می‌گرفت.
درحالی که یک گروه حدود هزار نفری در میدان امام حسین جمع شده بودند اما یگان ویژه نیروی انتظامی و مأموران موتور سوار به سمت آن‌ها حرکت کرده تا آن‌ها را متفرق کنند که درگیری‌های پراکنده‌ای رخ داد. در حوالی میدان امام حسین پلیس ضدشورش با شلیک گاز اشک‌آور سعی در پراکنده کردن معترضان داشت.
در جریان برگزاری مراسم تاسوعا درگیری‌هایی بین معترضان و مأموران انتظامی در اطراف میدان امام حسین و میدان فردوسی رخ داد. این درگیری‌ها در مناطق مرکزی شهر تهران در حوالی میدان امام حسین، پل چوبی، میدان فردوسی و چهارراه ولی‌عصر بین نیرو های حامی میر حسین موسوی  و نیروهای انتظامی و عزاداران حسینی گزارش شد.
یک شاهد عینی به بی‌بی‌سی گفت که «در ساعت نه صبح که از طرف میدان آزادی به سمت میدان فرودسی می‌رفتم دو طرف خیابان پر بود از مأموران انتظامی.» به گفته این شاهد عینی، در این ساعت تعداد مأموران بسیار چشم گیر بود.
اعضای یک دسته  به عزاداری که در حوالی پل چوبی اقدام به سردادن شعار کرده‌بودند، با واکنش نیروی انتظامی مواجه شدند. پس از آن، دسته‌های دیگر عزاداری که در مسیر حرکت می‌کردند، در اعتراض به نحوه برخورد نیروی انتظامی، شعارهای ضد حکومتی سر دادند و بعد از این اتفاق، دامنه درگیری گسترده‌تر شد. نیروهای ضد شورش در حوالی پل چوبی تهران علاوه بر درگیری با مردم اقدام به شکستن شیشه خودروها به وسیله باتون کرده‌اند. هم‌زمان با آغاز تظاهرات، شمار قابل توجهی از نیروهای ضد شورش با تجهیزات کامل، از میدان فردوسی به چهارراه ولی‌عصر و میدان انقلاب نقل مکان کردند.
همچنین یک شاهد عینی با تأیید درگیری‌ها در حوالی پل چوبی تهران، به رادیو فردا گفت که از حوالی ساعت ۱۱ که در مسیرهای مختلف خیابان انقلاب، حدفاصل چهارراه ولی عصر و پل چوبی تردد داشته است، شاهد ترافیک سنگین بوده و بر اساس مشاهداتش اتوبوس‌ها خط ویژه مملو از شهروندان معترضی بوده که در حال سر دادن شعارهای اعتراضی بوده‌اند. این شاهد عینی گفت که به ویژه در اطراف پل چوبی و چهارراه ولی‌عصر شاهد ضرب‌وشتم مردم توسط نیروهای گارد ویژه بوده و همچنین از دستگیری برخی از معترضان توسط نیروهای دولتی خبر داد.
در حوالی چهارراه ولی‌عصر نیروهای گارد ویژه با حمله به خودروهایی که به نشانه اعتراض بوق می‌زدند پلاک این خودروها را می‌کندند. مأموران با کوبیدن باتوم بر بدنه اتومبیل‌ها، کندن پلاک آن‌ها یا در مواردی بیرون کشیدن رانندگان و ضرب و شتم آنان دست به مقابله می‌زنند. همچنین در حوالی دانشگاه تهران، به ویژه ورودی خیابان فخر رازی تجمعاتی شکل گرفته بود که در آن معترضان به سر دادن شعارهایی از جمله «مرگ بر دیکتاتور» پرداختند و نیروهای دولتی موتورسوار هر جا که تجمعی شکل می‌گرفت، برای متفرق کردن جمعیت حاضر می‌شدند. بسیاری از تظاهرکنندگان نیز به دلیل برخوردهای صورت گرفته، سوار بر خودروهای خود اقدام به سر دادن شعارهای اعتراضی می‌کردند و حجم خودروهای موجود در خیابان انقلاب شکل‌گیری یک ترافیک را رقم زده بود. ممانعت مأموران امنیتی از برگزاری تجمع غیر قانونی مخالفان دولت در مسیر میدان امام حسین تا میدان آزادی باعث شد که حامیان میر حسین موسوی از داخل اتوبوس‌های بی آر تی به سردادن شعار بپردازند. صدها شهروندی که در اتوبوس‌های این مسیر تردد می‌کردند با سردادن شعارهای «یا حسین، میرحسین»، «مرگ بر دیکتاتور» و «الله اکبر» اعتراض خود را نسبت به حکومت ابراز داشتند.

### مرکزی
شهر آستانه در استان مرکزی در روز تاسوعا شاهد اعتراضات مردمی بود. پس از خروج یکی از دسته‌های مذهبی، پلیس شهر تذکر به ممنوعیت حرکت دادن «علامت» می‌دهد که در کش‌وقوس‌هایی که بین پلیس و مردم صورت می‌گیرد «علامت» بر زمین می‌افتد و می‌شکند که باعث خشم عزاداران می‌شود. در همین حال عزاداران شعارهای «مرگ بر دیکتاتور» و «یاحسین، میرحسین» سر می‌دهند و تظاهراتی اعتراضی شکل می‌گیرد.

### خراسان رضوی
- در شهر مشهد در روز تاسوعا پس از مراسم عزاداری در بیت یوسف صانعی، جمعی از مردم الله اکبر سر دادند که با حمله نیروهای پلیس متفرق شدند و ۳ تن از مردم بازداشت شدند.[۲۹]
- در شهر نیشابور در روز عاشورا و در ساعات نیمروزی تا اوایل شب در میدان بسیج و در بلوار منتهی به منطقهٔ باغرود درگیری‌هایی رخ داد که برای چند ساعت اتوبان مشهد _ تهران مسدود شده بود. این در حالی بود که بیشتر نیروهای امنیتی در مرکز شهر مستقر شده بودند. بعضی از شاهدان این اعتراض را جدای از اعتراضات دیگر در ایران می‌دانند. از آنجا که اتوبان مشهد-تهران بسیار پر رفت‌وآمد است نیشابوری‌ها در حرکتی ابتکاری و با ترفندی جالب از مبادی ورودی شهر در کنار اتوبان صفی اعتراضی و سبز سازماندهی کردند.[نیازمند منبع]

### اصفهان
- کاشان: همچنین در روز تاسوعا، شهر کاشان در استان اصفهان شاهد تظاهراتی اعتراضی عزاداران این شهر بود. تصاویری در قالب فیلم از این تظاهرات بر روی سایت‌های اینترنتی قرار گرفت. معترضان شعار «یا حسین، میرحسین» سر می‌دادند.[۳۰][۳۱]

## تظاهرات شب عاشورا

### تهران
دارالزهرای تهران
مراسم شب عاشورا در مؤسسه فرهنگی دارالزهرا با محاصره این محل توسط بیش از دوهزار نیروی لباس شخصی که با اتوبوس به محل آورده شده بودند، برگزار شد. این عده که به قصد درگیری آمده بودند برای متفرق کردن زنانی که مشغول خواندن زیارت عاشورا بودند، گاز اشک آور پرتاب کردند؛ لباس شخصی‌های مهاجم که تعدادی از آن‌ها در بوستان نزدیک محل و نیز دانشگاه شهید بهشتی مستقر شده بودند، تا ساعت ده شب به محاصرهٔ محل و جلوگیری از ورود مردم به دارالزهرا ادامه دادند و پس از آن به‌طور سازمان یافته محل را ترک کردند.
حسینیهٔ جماران
به گفته خبرگزاری‌های مخالف دولت در پنجم دی‌ماه، بیش از پنجاه نفر از اعضای گروهک فشار به عزاداران حسینی که در جماران و در جوار بیت روح‌الله خمینی مشغول به عزاداری بودند حمله کردند که این حمله به ناتمام ماندن سخنرانی سید محمد خاتمی در حسینیه جماران انجامید. در جریان این هجوم، به سید یاسر خمینی نوه سید روح‌الله خمینی حمله شد.
مراسم با اقامه نماز جماعت به امامت سید یاسر خمینی نوه روح‌الله خمینی آغاز شد و با قرائت زیارت عاشورا و شعرخوانی و مرثیه‌سرایی ادامه یافت و در ادامه سید محمد خاتمی سخنانش را آغاز کرد. حامیان خاتمی حاضر در حسینیه، با شعارهای «صل علی محمد، یار خمینی آمد» از وی استقبال کردند. با این حال در میانهٔ سخنرانی خاتمی شماری از نیروهای لباس شخصی مجهز به چوب و چماق که تعداد آنان به حدود ۵۰ تن می‌رسید، با سردادن شعارهایی به مراسم عزاداری حسین بن علی حمله کرده و آن را برهم زدند و باعث ایجاد رعب و وحشت به ویژه در میان زنان و کودکان شدند. آخرین جمله خاتمی پیش از قطع سخنرانی این بود که «قیام علی بن الحسین (ع) به این خاطر بود که جانش را در راه آزادی بدهد و با کسانی مقابله کرد که می‌خواستند به اسم دین بر جامعه حکومت کنند و آزادی مردم را بگیرند.»
نیروهای حکومتی با استفاده از گاز اشک‌آور، باتوم، شوک الکتریکی و زنجیر به حاضران در محل حسینیه جماران حمله‌ور شدند و به ضرب و شتم حاضران پرداختند و پس از آن پلیس برای متفرق کردن مردم متوسل به گاز اشک‌آور شد. این افراد بخش اعظم شیشه‌های حسینیه را شکستند. محافظان خاتمی نیز وی را به خارج از محل منتقل کردند و اکثر حاضران دیگر نیز متأثر از فضای به وجود آمده جماران را ترک کردند.
تظاهرات در خیابان نیاوران و یاسر
پس از این درگیری‌های حسینیهٔ جماران، شماری از مردم که نتوانسته بودند داخل حسینیه شوند و جمعیت آن‌ها به هزاران تن می‌رسید، از جماران به سمت خیابان شهید باهنر (نیاوران) حرکت کرده و شعارهایی سردادند که برخی از آن‌ها تند بود. با نزدیک شدن معترضین به خیابان یاسر، پلیس ضدشورش وارد عمل شد و با شلیک گاز اشک‌آور جمعیت را متفرق کرد.
با قطع سخنرانی خاتمی، درگیری در خیابان‌های اطراف حسینیه جماران از جمله خیابان‌های باهنر (نیاوران)، یاسر و جماران گسترده‌تر شد و به گفته شاهدان عینی، پلیس و نیروهای نظامی برای متفرق کردن معترضان از گاز اشک‌آور و باتوم استفاده کرده‌اند. معترضان نیز با سر دادن شعار و زدن بوق‌های ممتد، اعتراض خود را نشان دادند.

### اصفهان
گزارش‌های رسیده از اصفهان بازداشت حداقل بیست نفر در درگیری‌های روز تاسوعای اصفهان خبر دارد. مأموران امنیتی مسیرهای ورودی به محله حسین‌آباد اصفهان را مسدود کردند و از تردد برخی هیئت‌های مذهبی در این محله جلوگیری کردند. همچنین نیروهای امنیتی خانه و دفتر جلال‌الدین طاهری اصفهانی را نیز به‌طور کامل محاصره کردند.
مراسم سنتی شب عاشورا که هر ساله در مسجد اعظم حسین‌آباد، پایگاه طاهری اصفهانی، برگزار می‌شد، که در این شب با دخالت نیروهای امنیتی و لباس شخصی‌ها ناتمام ماند. سپس نیروهای دولتی با بستن در مسجد اعظم بر روی مردم، مانع از اجتماع آن‌ها در مجلس و برگزاری این مراسم شدند و همچنین لباس شخصی‌ها به ضرب و شتم حاضران پرداختند.
در جریان تظاهرات اصفهان، مردم اصفهان راس ساعت ۱۸ در خیابان حسین‌آباد با بانگ الله اکبر تجمع خود را شروع کردند. مردم شعارهای «این ماه، ماه خون است، یزید سرنگون است» و «حسین، حسین شعارشون، کهریزک افتخارشون» را سر می‌دادند. در حین برگزاری مراسم نیروهای یگان اصفهان سریع به محل تجمع آمدند و قصد برهم زدن تجمع را داشتند که مردم به داخل مسجد اعظم آن خیابان رفتند و در آنجا به عزاداری پرداختند.
روز آنلاین به نقل از یکی از شاهدان عینی گزارش داد: «از ظهر این‌طور شایع شده بود که طاهری بعد از نماز مغرب و عشا به مسجد اعظم می‌روند. ما نیز به سمت این مسجد راه افتادیم و زمانی که رسیدیم، تعدادی مأمور به صورت پراکنده در اطراف مسجد حضور داشتند. با این وجود نزدیک ساعت ۷:۳۰ مردم بسیاری در مسجد اعظم جمع شده بودند و همان‌طور که برنامه عزاداری و نوحه خوانی در مسجد در جریان بود بیرون مسجد شروع به دادن شعار مرگ بر دیکتاتور کردند. ده دقیقه نگذشته بود که مأموران ریختند داخل مسجد و به متولیان مسجد گفتند که یا بلندگو را خاموش و مسجد را تخلیه کنید یا اینکه خود ما اینکار را خواهیم کرد. مسئولان مسجد هم به خاطر جلوگیری از درگیری در مسجد ابتدا قسمت آقایان را تخلیه کرده و بعد با ایجاد یک زنجیره انسانی تا سر خیابان مسجد، زنها را بدرقه کردند که آسیبی نبینند و مأموران در مسجد را بسته و اطراف مسجد را محاصره کردند.»
پس از آن مردم روبروی مسجد جمع شدند و به شعار دادن پرداختند که ناگاه مأموران به مردم هجوم بردند و با سنگ، باتوم، چماق، گاز اشک‌آور و اسپری فلفل به آن‌ها حمله کردند. در اثر این حمله، جمعیت مردم در خیابان حسین‌آباد، محلهٔ علی‌آباد و خیابان ارتش پخش شدند که دامنهٔ درگیری گسترش پیدا کرد. مردم نیز در واکنش با پرتاب سنگ پاسخ مأموران را می‌دادند، اما با پرتاب گاز اشک‌آور مأموران، تودهٔ مردمی که گرد هم جمع شده بودند پراکنده شدند و مأموران کسانی را که جدا شده بودند به شدت مضروب می‌کردند و با کتک به مینی‌بوس‌هایی که که در ابتدای خیابان مسجد اعظم پارک بود، سوار می‌کردند.
در حالی که مرتب به تعداد مأموران حاضر افزوده می‌شد، به دلیل فرار مردم در هنگام شلیک گاز اشک‌آور، با ازهم‌پاشیدن جمعیت، هم شدت ضرب‌وشتم و هم تعداد بازداشت‌شدگان زیاد بود. در این میان بسیاری از کسانی که مضروب می‌شدند به خانه‌های محل پناه می‌بردند و بسیاری از منازل هم درب‌های پارکینگ و حیاطشان را گشوده بودند.
حدود ساعت ۹ شب فضا همچنان به شدت ملتهب بود، هرچند که از میزان درگیری‌ها کاسته شده بود و جمعیت کم‌کم پراکنده شد. اما تا ساعت ۱۰ خیابان مسجد اعظم و تمامی کوچه‌های منتهی به آن توسط مأموران بسته بود و سرتاسر حسین‌آباد و ارتش، از نیروهای نظامی و گارد ویژه و لباس شخصی مملو شده بود.

## تظاهرات روز عاشورا
تظاهرات روز عاشورا، روزی که دارای معنایی نمادین از دادخواهی است، با حضور «صدها هزار نفری مردم» در شهر تهران و سایر شهرهای ایران صورت گرفت. درگیری‌های روز عاشورا، خونین‌ترین مواجهه بین مردم و نیروهای امنیتی ایران از زمان آغاز اعتراضات به نتیجه انتخابات ریاست جمهوری خوانده شد. همچنین روز عاشورا با هفتمین روز درگذشت حسینعلی منتظری، پدر معنوی جنبش سبز مصادف شده بود.

### تهران

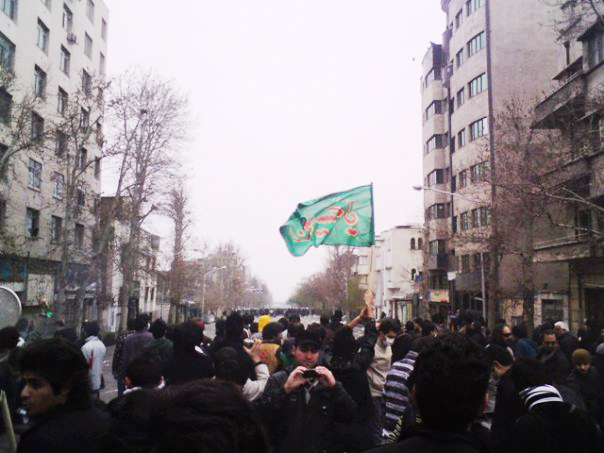
تهران، مردم معترض در مقابل صف عظیم موتور سواران یگان ویژه و نیروهای لباس شخصی، خیابان کارگر

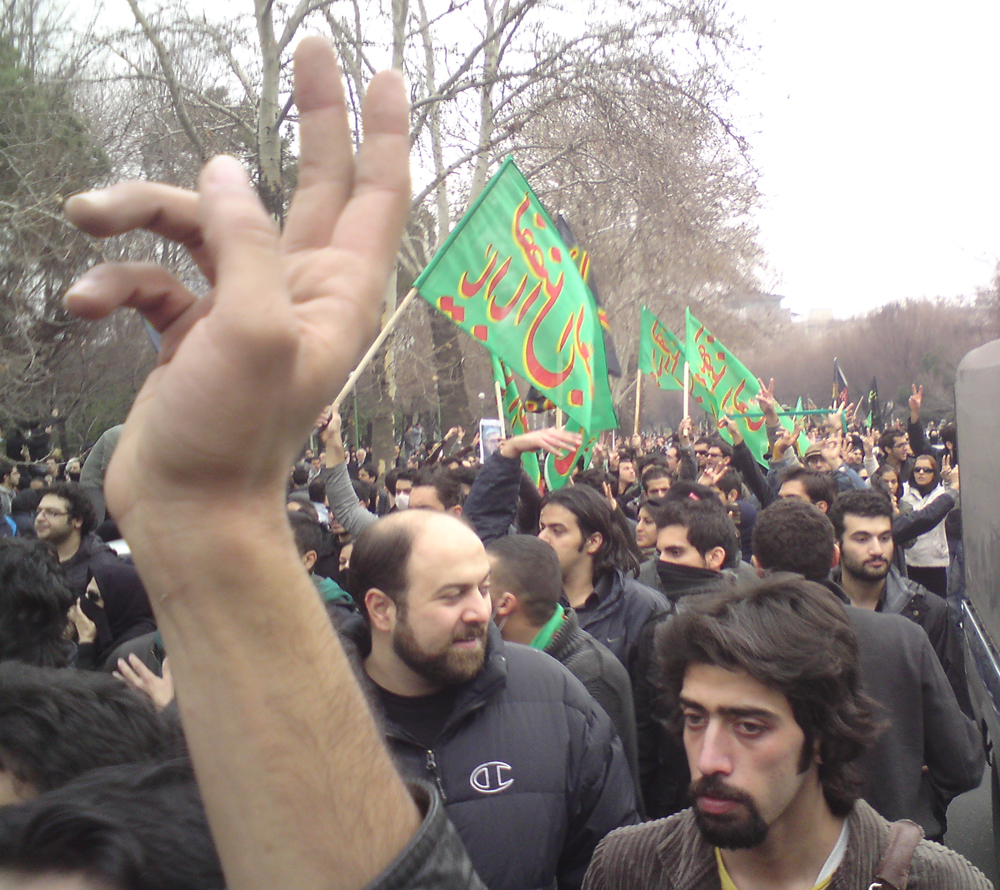
تهران، بلوار کشاورز

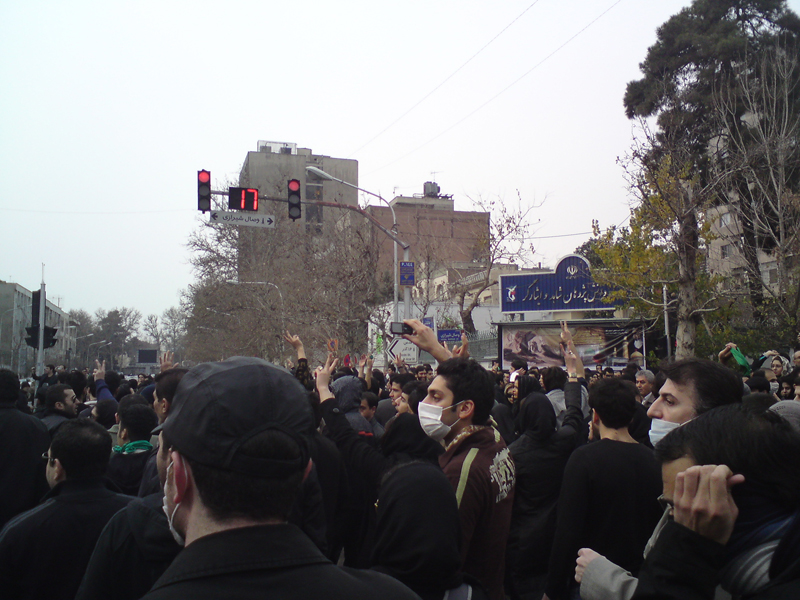
تهران، خیابان طالقانی

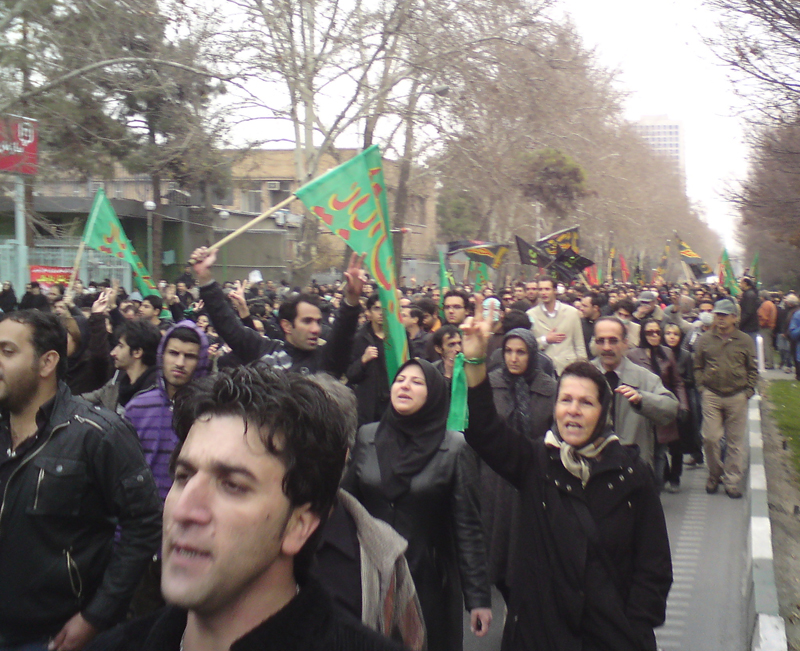
تهران، بلوار کشاورز، حامیان جنبش سبز

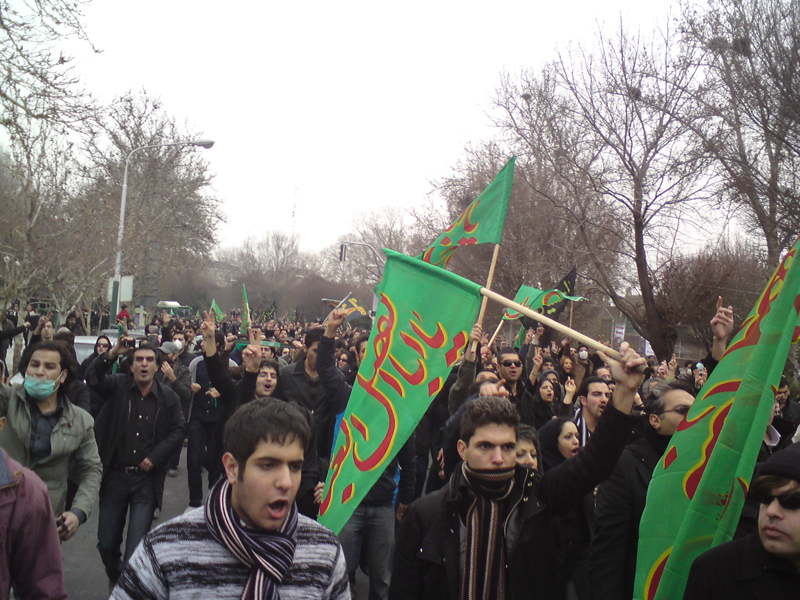
تهران بلوار کشاورز

در شهر تهران در چند نقطه مرکزی در مسیر خیابان انقلاب، پل چوبی، تقاطع رستگاران، و میدان فردوسی تجمعاتی از جانب معترضان به دولت شکل گرفت. در این تجمعات شعارهایی چون «مرگ بردیکتاتور»، «یاحسین میرحسین»، «این لشکر حسینه، حامی میرحسینه» و «هیهات من الذله» سر می‌دادند. همچنین در جریان این تظاهرات درگیری‌های شدید در مقابل پارک لاله و خیابان طالقانی (تخت جمشید سابق) روی داد.
گزارش‌ها حاکی از آن است پلیس برای متفرق کردن جمعیت در تهران از گاز اشک‌آور استفاده کرده و به‌سوی مردم تیراندازی کرده است. بنابر گزارش بی‌بی‌سی معترضان موتورهای نیروهای بسیج و نیروی انتظامی را به آتش کشیده‌اند.
درگیری‌های اصلی در حد فاصل میدان انقلاب و میدان امام حسین صورت گرفته و سه تن از تظاهرکنندگان در زیر پل کالج و تظاهرکننده چهارم در چهارراه ولیعصر کشته شدند. با این حال، شاهدان عینی شمار کشته‌شدگان را بیش از این رقم اعلام کردند. همین منابع می‌افزایند که در تقاطع خیابان انقلاب و خیابان حافظ تظاهرکنندگان توانستند شماری از نیروهای ضدشورش را پس از محاصره خلع سلاح کنند.
بنابر گزارش خبرگزاری دویچه‌وله آلمان، مردم توانستند با گذر از موانع پلیس، در میدان انقلاب تجمع کنند و شعارهای ضد حکومتی سر دهند. شدیدترین درگیری‌ها میان مردم و نیروهای امنیتی در میدان انقلاب و خیابان‌های اطراف آن روی داده است. این خبرگزاری همچنین گزارش کرده که در اطراف دانشگاه امیرکبیر، دانشجویان هنگام خروج از خوابگاه، با نیروهای انتظامی درگیر شده‌اند.
مردم در نقاط مختلف تهران، از جمله پیچ شمیران و خیابان انقلاب با دادن شعار الله‌اکبر، یاحسین، میرحسین اعتراض خود را نشان می‌دادند. همچنین خودروها در خیابان انقلاب با زدن بوق ممتد، با معترضان همراهی می‌کردند.
خبرگزاری فرانسه به نقل از شاهدان عینی در مرکز تهران گزارش کرده که برخی از افراد نیروی انتظامی برغم فشار و دستور فرماندهانشان، از گشودن آتش به روی تظاهرکنندگان خودداری می‌کردند یا در نتیجهٔ افزایش فشارها صرفاً به تیراندازی هوایی مبادرت می‌ورزیدند.
مهدی خزعلی، در خصوص اعتراضات در تهران از حضور خودش در اعتراضات، با «جنایت» خواندن برخوردها چنین روایت می‌کند که از ساعات اولیه تظاهرات حضور نیروهای امنیتی در خیابان‌ها محسوس بوده و از برپایی تجمعات با خشونت جلوگیری می‌شد. وی با روایت از حضورش طی اعتراضات در خیابان وصال عنوان می‌کند که با تظاهرکننده‌ها و حتی مردم عادی که در نزدیکی صحنه بودند توسط نیروهای امنیتی و لباس شخصی‌ها با خشونت برخورد شده.

### اصفهان

#### اصفهان[۶]
در اصفهان هزاران تن از تظاهرکنندگان با یگان‌های ویژه پلیس ضدشورش مقابله کردند. در میدان انقلاب و منطقه حسین‌آباد اصفهان و همچنین خیابان سپه شهر اصفهان درگیری‌های گسترده گزارش شد.
طی درگیری‌های روز عاشورا در خیابان‌های حسین‌آباد اصفهان، ۴۰۰ تا ۵۰۰ نفر دستگیر شدند و به زندان اصفهان منتقل شدند. در میان دستگیرشدگان، حبیب نوری، برادر و دو نفر از برادر زاده‌های عبدالله نوری نیز وجود دارند. شبکه جنبش راه سبز (جرس) گزارش داد که در جریان تظاهرات امروز در اصفهان، برادر عبدالله نوری، وزیر کشور دولت خاتمی به شدت مورد ضرب و شتم نیروهای امنیتی قرار گرفت. شواهد عینی حاکی از آن است که شدت جراحات به حدی بوده که ابتدا مردم فکر کردن که او کشته شده است. طبق این گزارش او هم‌اکنون در زندان رودکی اصفهان است.

#### نجف آباد
در نجف‌آباد هزاران تن از تظاهرکنندگان از سحرگاه روز عاشورا با یگان‌های ویژه پلیس ضدشورش مقابله کردند. سطح درگیری‌ها در شهر نجف‌آباد، «بسیار شدید» توصیف شد. به‌طوری‌که در ساعت ۲۱ شب پلیس با بلندگو در سطح شهر اعلام حکومت نظامی‌کرد و در شب شام غریبان از مردم خواست تا از خانه‌های خود خارج نشوند. این برای اولین بار در جریان اعتراضات پس از انتخابات بود که پلیس به صورت رسمی در یک شهر اعلام حکومت نظامی می‌کرد.

### فارس

#### شیراز[۶]
ده‌ها هزار نفر از مردم عزادار و معترض شیراز دست به یک راهپیمایی مسالمت‌آمیز اعتراضی زدند، اما نیروهای پلیس و لباس شخصی این مراسم را به خشونت کشیدند. ده‌ها هزار نفر از مردم شیراز در خیابان‌های مرکزی این شهر از جمله محوطه سینما سعدی تا پارامونت تجمع کردند و شعارهایی را علیه رهبر جمهوری اسلامی سر دادند.
پلیس نیز با شلیک تیر هوایی و گاز اشک‌آور سعی در متفرق کردن مردم معترض داشت. در این تظاهرات معترضان علیه رهبر جمهوری اسلامی شعار می‌دادند. پلیس و نیروی انتظامی خانهٔ علی‌محمد دستغیب روحانی مخالف رهبر جمهوری اسلامی را به محاصره خود درآوردند و مسیرهای منتهی به شاه چراغ را شدیداً کنترل می‌کردند.
در کازرون نیز در بهشت زهرا شعارهایی علیه حکومت سر داده شد و هیئت عزادار سیاه پوشی که با پارچه‌های سبز صورت خود را پوشانده بودند به خیابان آمدند. اما تجمع‌ها در این شهر به دلیل ازدحام نیروهای امنیتی بیشتر از ۲ یا ۳ ساعت دوام نیاورد.
تقریباً از ظهر ۲۷ دسامبر دسترسی به سایت کلوب، ایمیل یاهو، جی‌میل قطع شده همچنین امکان ارسال اس‌ام‌اس (پیامک) نمی‌باشد.

### آذربایجان شرقی

#### تبریز
خبرگزاری فرانسه به نقل از منابع مستقل از ناآرامی در تبریز و کشته شدن دست کم چهار تن و زخمی شدن شمار قابل توجهی از تظاهرکنندگان در درگیری با پلیس ضدشورش در روز عاشورا خبر داد. بنا به ادعای سایت طرفداران موسوی، بعد از ظهر روز عاشورا با خروج دسته‌جات عزاداری سنتی، درگیری در اغلب تکیه‌های تبریز شروع شد. مردم بعد از خروج از تکیه‌های میدان سامان، تکیه بازار، بازار امیر، راست کوچه، زعفرانیه و ولی‌عصر در حالی‌که چوب دستی حمل می‌کنند، شعار می‌دهند: «هر گل که تو پرپرکنی، ما بکاریم و صد چندان کنیم.» درگیری نیروهای امنیتی و لباس‌شخصی با مردم موجب مجروح شدن عدهٔ زیادی و کشته‌شدن حداقل ۴ نفر در شهر تبریز شد.
با این حال دادستان تبریز در مصاحبه با ایسنا گفت در روز عاشورا در این شهر هیچ‌کس دستگیر یا کشته نشده و مراسم عزاداری بدون هیچ‌گونه ناآرامی و درگیری برگزار شده است.

### مازندران

#### بابل
مراسم عاشورا در حوالی آستانه امامزاده قاسم بابل (مرکز شهر) به خشونت کشیده شد. جمعی از مردم بابل در منطقه آستانه این شهر با شعارهایی مانند «الله اکبر، ما اهل کوفه نیستیم پول بگیریم بایستیم، یا حجت ابن الحسن، ریشه ظلم را بکن» به عزاداری پرداختند که مورد هجوم نیروهای لباس شخصی و انتظامی قرار گرفتند. شبه‌نظامیان با شنیدن شعار «مرگ بر دیکتاتور» از سوی عزاداران حسینی به آن‌ها حمله کردند و پس از ضرب و شتم عزاداران با باتوم، تعدادی را بازداشت کردند. مأموران امنیتی شماری از معترضان را به دستشویی امامزاده قاسم این شهر برده و آن‌ها را مورد ضرب و شتم قرار دادند. حمله‌کنندگان، پس از مشاهده مقاومت و همبستگی مردم عقب‌نشینی کردند و مراسم عزاداری ادامه یافت.

#### تنکابن (شهسوار)
در شب تاسوعای حسینی طبق گزارش‌ها از سوی شاهدان عینی، تجمع اعتراض‌آمیز مردم شهسوار در میدان و بلوار شهید شیرودی، که جمعیت آن‌ها تا ۵۰۰ نفر هم تخمین زده شد با مقاومت شدید نیروهای انتظامی مواجه گردید که بعد از یک ساعت درگیری منجر به پراکنده شدن مردم شد. تعداد نیروهای پلیس در این درگیری به ۱۵۰ نفر می‌رسید.

### مرکزی
- اراک: در ظهر عاشورا هزاران تن از مردم عزادار شهر اراک که در خیابان امام خمینی (خیابان اصلی شهر) و به‌خصوص در نزدیکی میدان ولیعصر این شهرگرد آمده بودند شعارهایی در حمایت از جنبش سبز سر دادند. همچنین عزاداران حاضر در دو هیئت بزرگ شهر اراک «هیئت محمدی» و «هیئت جوادی» هم به مردم پیوستند. در حالی که مردم در حال شعار دادن بودند، این اقدام با واکنش تند نیروهای انتظامی روبرو شد و آن‌ها با باتوم‌های خود به مردم حمله کردند و شماری را مضروب کردند. بر اساس اخبار شنیده دست‌کم هشت نفر از تظاهرکنندگان پس از این حمله دستگیر شدند. پس از این رویداد به کلیهٔ هیئت‌های مذهبی این شهر دستور داده می‌شود که حق راه انداختن دسته‌های مذهبی را در خیابان‌ها ندارند. نکتهٔ حائز اهمیت این است که بعد از انتخابات ریاست جمهوری و اعراضات گسترده در شهرهای مختلف کشور، این اولین بار است که خیابان‌های شهر اراک برای اولین بار شاهد اعتراضات مردم به وضع فعلی کشور و در حمایت از جنبش سبز بوده‌اند. پیش از این تنها در دو دانشگاه آزاد و سراسری اراک تظاهرات اعتراض‌آمیز مشاهده شده بود.[۲۸]

### خراسان رضوی
- مشهد: در مشهد نیروهای امنیتی با حمله به مراسم عزاداری و اعتراضی در منزل صانعی که با حضور ده‌ها نفر از مردم در حال انجام بود، جمعی از حاضران در محل را بازداشت کردند.[۴۱] نیروهای امنیتی شهر مشهد با حمله به مراسم عزاداری مردم و دانشجویان در بیت صانعی، ده‌ها تن از مردم و دانشجویان مشهدی را در حاشیه این مراسم بازداشت کردند.[۲۹] گزارش‌های دیگر حاکی از بروز تظاهرات و درگیری‌های پراکنده میان مردم و پلیس ضد شورش بود.[۴۱] همچنین برخی اعتراضات پراکنده نیز از خیابان امام رضا مشهد پیش از ظهر روز عاشورا گزارش شد.[۲۹]

## شام غریبان
پس از انجام تظاهرات گسترده در روز عاشورا، معترضین گفته بودند که اعتراضات خود را در آن شب و هم‌زمان با مراسم شام غریبان ادامه خواهند داد. به دنبال انتشار خبر کشته شدن علی موسوی خواهرزاده میر حسین موسوی، چند گروه از معترضین بسوی بیمارستان ابن سینا در فلکه دوم صادقیه حرکت کردند. درگیری‌های پراکنده‌ای در حوالی میدان صادقیه روی داد و در لحظات اولیه شامگاه بر تعداد مردم معترض در این میدان افزوده شد.
درگیری‌ها در بسیاری از مناطق شهر تهران از ساعت یازده شب دوباره شدت گرفت. علاوه بر میرداماد، محوطه اطراف صداوسیما، ونک و میدان صادقیه، درگیری‌های شدیدی در حوالی میدان انقلاب و آزادی جریان یافت. پلیس در میدان تجریش برای متفرق کردن مردم گاز اشک‌آور شلیک کرد و در مقابل نیز مردم با روشن کردن آتش به خنثی کردن گاز اشک‌آور پرداختند.
از سوی دیگر در پی شدت گرفتن حضور مردم معترض در خیابان ولی عصر و محوطه صداوسیما در ساعت یازده و نیم شب، پلیس بر حجم شلیک گاز اشک‌آور و خشونت‌های خود افزود. با این وجود تا ساعتی پلیس موفق به پراکنده کردن معترضین نشد و مردم به سر دادن شعار و روشن کردن آتش ادامه دادند.
همچنین صدها تن از نیروهای لباس شخصی در بلوار میرداماد حضور یافتند و با خشونت تمام مردم را سرکوب کردند. گفتنی است، نیروهای لباس شخصی با سردادن شعارهایی چون «حیدر، حیدر» و «ماشا الله حزب‌الله» و با عربده کشی و فریاد سعی در ارعاب معترضین داشتند.
بر اساس گزارش‌ها، در خیابان‌های میرداماد، اطراف صدا و سیما، میدان ونک و میدان آزادی تا پاسی از نیمه شب درگیری‌های شدید در جریان بود و لباس شخصی‌ها و نیروهای نظامی به هر کس که شمعی در دست داشت، حمله می‌کردند. پلیس برای متفرق کردن مردم تجمع کرده در مقابل زیارتگاه امامزاده صالح در میدان تجریش اقدام به پرتاب گاز اشک‌آور کرد.
در این شب معترضان تهرانی به اعتراض‌های خود ادامه دادند و بر بام‌ها فریاد «الله اکبر»، «مرگ بر دیکتاتور» سر دادند. همچنین برخی گزارش‌ها از زد و خورد مخالفان با لباس شخصی‌ها در بلوار میر داماد و اطراف صدا و سیما حکایت داشت.

### الله اکبر شبانه
پس از تظاهرات گستردهٔ روز عاشورا در شب شام غریبان، معترضان تهرانی بر بام‌ها فریاد «الله اکبر»، «مرگ بر دیکتاتور» سر دادند. به نوشتهٔ سایت جنبش راه سبز در شب شام غریبان در ۶ دی «مردم تهران در حرکتی خودجوش با ندای الله اکبر از بامهای خانه‌ها بار دیگر بر ادامه روند اعتراضات مردمی تأکید کردند.»
به گزارش سایت‌های مختلف خبری، از تمام نقاط تهران فریاد الله اکبر شنیده می‌شد و نیروهای نظامی و لباس شخصی‌ها در سطح خیابان‌های شهر پرتعداد بودند. به گفته شاهدان عینی هم‌صدایی مردم در سر دادن شعار «الله اکبر» وسیع و کم‌نظیر بود به‌طوری‌که برخی از عنوان «ندای الله اکبر سبزها تهران را لرزاند» استفاده کردند.

### شام غریبان در رم
همچنین در رم ایتالیا مراسم شام غریبان توسط قریب به دویست نفر از ایرانیان مقیم در اقدامی خودجوش، هم‌زمان با هفتمین روز درگذشت حسینعلی منتظری و به دنبال وقایع خونبار ظهر عاشورا، در مقابل سفارت ایران در رم برگزار شد. آن‌ها شعارهایی چون «یا حسین میرحسین»، «ما بچه‌های جنگیم بجنگ تا بجنگیم»، «این ماه ماه خونه سید علی سرنگونه»، «مرگ بر دیکتاتور»، «خامنه‌ای یزید دوران شده، کشور از او یکسره ویران شده» سر می‌دادند.

## جانباختگان
مطابق خبر بولتن محرمانهٔ خبرگزاری رسمی جمهوری اسلامی ایران (ایرنا) تعداد کشته‌شدگان روز عاشورا در شهرهای مختلف ایران سی و هفت (۳۷) نفر بوده است. در جریان تظاهرات روز عاشورا در تهران دست کم پانزده تن از تظاهرکنندگان از جمله سید علی حبیبی موسوی، خواهرزادهٔ میرحسین موسوی، به ضرب گلولهٔ نیروهای دولتی کشته شدند.
همچنین در جریان تظاهرات روز عاشورا در تبریز نیز دست‌کم چهار تن از تظاهرکنندگان در درگیری با پلیس ضدشورش کشته شدند.
درگیری‌های اصلی در روز عاشورا در حد فاصل میدان انقلاب و میدان امام حسین (فوزیه سابق) صورت گرفته و پلیس با تیراندازی به سوی تظاهرکنندگان سه تن از آنان را در زیر پل کالج به قتل رساند. پلیس تظاهرکننده چهارم را در چهارراه ولیعصر کشت. با این حال، شاهدان عینی شمار کشته‌شدگان را بیش از این رقم اعلام کردند.
یکی دیگر از معترضان در تهران نیز بر اثر شدت ضربات نیروهای لباس شخصی بود که جان باخت. در حالی که مردم در کوچه‌ای پناه گرفته بودند نیروهای حکومتی به بدترین شکل به آن‌ها حمله‌ور شدند و شماری از مردم را به شدت مضروب کردند. شدت خشونت‌های به‌کاررفته به گونه‌ای بود که یکی از معترضین بر اثر اصابت بی‌رحمانه و پی‌درپی باتوم بر سرش در نهایت جان باخت. همچنین یکی از افراد کشته شده در ناآرامی‌های روز عاشورا در تهران، پسر شهین مهین‌فر، گوینده پیشکسوت صداوسیما، به ویژه رادیو بود.
امیرارشد تاجمیر در عاشورای ۱۳۸۸ توسط خودروی نیروی انتظامی زیر گرفته شد و کشته شد. شهین مهین فر، مجری باسابقه رادیو و تلویزیون و مادر امیرارشد تاجمیر، هم‌زمان با دومین سالگرد تظاهرات جنبش سبز در عاشورای ۱۳۸۸ تهران سکوتش را شکست و در مصاحبه با «روز» گفت: «او در تمام اعتراضات بعد از انتخابات همراه و همپای مردم بود و با شرافت و سربلندی جان داد، آن کسی که در فیلم ماشین نیروی انتظامی از رویش سه بار می‌گذرد و له اش می‌کند امیرارشد من است.»
اگر چه معترضان از اولین ساعات روز عاشورا اعلام کرده بودند که شماری از تظاهرکنندگان به دست نیروهای نظامی از پای درآمدند، نیروی انتظامی جمهوری اسلامی ایران کشته‌شدن تظاهرکنندگان را در درگیری‌های روز عاشورا قویاً تکذیب کرد. با این حال بعدتر احمدرضا رادان جانشین فرماندهی نیروی انتظامی تهران کشته شدن چهار تن در تظاهرات روز عاشورای تهران را تأیید کرد. به گفته رادان، ۲ نفر از کشته‌شدگان در اثر تصادف با خودرو، یک نفر در اثر سقوط از پل و یک نفر در اثر تیراندازی با سلاح گرم جان خود را از دست دادند. پس از چندی، نیروی انتظامی آمار کشته‌شدگان را ابتدا به ۵ و سپس به ۸ نفر افزایش داد و گفت که با توجه به عدم تجهیز این نیرو به سلاح گرم، کشته شدن شهروندان در اثر تیراندازی مشکوک بوده است.
در گزارش نیروی انتظامی، سه تن از کشته شدگان بر اثر اصابت گلوله، گلوله ساچمه‌ای و گلوله ساچمه‌ای شکاری و یک تن در اثر ضربات چاقو جان خود را از دست داده‌اند.
در حالی احمدرضا رادان فرمانده انتظامی تهران بزرگ در تاریخ ۷ دی در تلویزیون مدعی شد که کشته شدن دو تن از جان‌باختگان عاشورای تهران، در اثر تصادف با خودروی ناشناس بوده که تصاویر ضبط شده از سوی مردم با گوشی تلفن همراه نشان می‌داد این خودروها متعلق به پلیس بوده است.

### زیر گرفتن مردم حاضر در میدان ولیعصر توسط خودروهای نیروی انتظامی
به دنبال مصاحبه احمدرضا رادان و اعلام کشته شدن دو نفر در اثر تصادف با خودروهایی ناشناس، فیلمی ضبط شده با دوربین تلفن همراه، توسط معترضان در وب سایت یوتیوب بارگذاری شده و در اینترنت منتشر شد که صحنه زیر گرفتن مردم (از جمله یک زن) حاضر در میدان ولیعصر توسط دو خودروی متعلق به نیروی انتظامی را در روز عاشورا نشان می‌داد. به دنبال انتشار این فیلم اسماعیل احمدی مقدم فرمانده نیروی انتظامی در مصاحبه مطبوعاتی مدعی شد در روز عاشورا آشوبگران با استفاده از یک خودروی سرقتی ۲ نفر را زیر گرفته و کشتند. وی در واکنش به اظهارات خبرنگاری مبنی بر انتشار تصویر ویدئویی منتشر شده در اینترنت، آن را حرفی بیربط خواند و تأکید کرد «هیچ تصویری در خصوص زیر گرفتن مردم توسط خودرو پلیس وجود ندارد». گفتنی است که فیلم مذکور در سایتهای مختلف خبری در جهان از جمله در سی‌ان‌ان نشان داده شده است.
ماه‌ها بعد سایت «رای من کجاست» نوشت بانویی که زیر گرفته شده شبنم سهرابی ۳۴ ساله و دارای یکی فرزند است که برای گرفتن نذری از خانه خود در خیابان شادمان خارج شده بود. به گفته مادر وی، جسدش ۲۰ روز بعد تحویل شد و برای عدم مصاحبه با رسانه‌ها تحت فشار قرار داشتند.

### کشته شدن خواهرزادهٔ میرحسین موسوی
خواهرزاده میرحسین موسوی، سید علی موسوی نیز در جریان درگیری‌های روز عاشورا بر اثر شلیک گلوله کشته شد.
وی ظهر عاشورا، در میدان انقلاب از ناحیه قلب هدف گلوله قرار گرفت و بعد از انتقال به بیمارستان ابن سینا واقع در فلکه دوم صادقیه جان باخت. جسد سیدعلی موسوی که در بیمارستان ابن‌سینا نگهداری می‌شد از بیمارستان به مکان نامشخصی انتقال یافت. صبح روز چهارشنبه ۸ دی مسئولان با خانوادهٔ علی موسوی تماس گرفته و به آن‌ها گفتند که اجازهٔ دفن در بهشت زهرا داده شده است. بعد از این تماس پیکر علی حبیبی موسوی در بهشت زهرای تهران با تدابیر شدید امنیتی و با حضور خانوادهٔ موسوی به خاک سپرده شد.

### فهرست اسامی برخی جانباختگان
فرماندهی انتظامی تهران بزرگ در اطلاعیه خود اسامی جان‌باختگان را به شرح زیر اعلام کرد:
- مهدی فرهادی راد، ۳۴ ساله بر اثر اصابت دو گلوله به سر و سینه کشته شد.[۸۱]
- محمد علی راسخی نیا، ۴۰ ساله، علت مرگ اصابت ساچمه شکاری[۸۲]
- امیر ارشدی، ۳۰ ساله، علت مرگ نامشخص
- شهرام فرج‌زاده، ۳۰ ساله، علت مرگ: زیر گرفته شدن توسط خودروی نیروی انتظامی[۸۳]
- سید علی موسوی حبیبی، ۴۲ ساله، علت مرگ اصابت گلوله
- جهانبخت پازوکی، ۵۰ ساله، علت مرگ نامشخص[۸۲]
- شاهرخ رحمانی، توسط ماشین نیروی انتظامی زیر گرفته شد.[۸۲][۸۴]
- مصطفی کریم بیگی،[۸۲][۸۵][۸۶]
- مرد ناشناس، ۳۱ساله، علت مرگ اصابت چاقو
- زن ناشناس ۴۳ ساله، علت مرگ احتمالاً سقوط یا تصادف
- شبنم سهرابی، توسط ماشین نیروی انتظامی زیر گرفته شد.[۸۷]
- امیر ارشد تاجمیر، ۲۵ ساله، علت مرگ: زیر گرفته شدن توسط خودروی نیروی انتظامی[۸۸]

## آسیب‌دیدگان
مشاور وزیر بهداشت از ارجاع حدود ۶۰ نفر از شهروندان تهرانی که در حوادث روز عاشورا دچار مصدومیت شده بودند به بیمارستان‌های دولتی خبر داد. عباس زارع نژاد، مدیرکل روابط عمومی وزارت بهداشت با بیان این که اکثر این افراد تا روز دوشنبه ۷ دی از بیمارستان‌ها ترخیص شدند گفت اغلب مصدومان روز عاشورا به صورت سرپایی مداوا شدند. محمد یگانه تبریزی نیز از جمله مجروحین تظاهرات جنبش سبز در روز عاشوراست که از ناحیه سر و بدن، مورد اصابت گلوله قرار گرفت.
همچنین به گفته رادان، سرتیپ دوم پاسدار رجب‌زاده، فرمانده انتظامی تهران بزرگ نیز در محل تظاهرات حاضر و با پرتاب اشیایی مجروح شد.

## دستگیرشدگان
به گفتهٔ احمدرضا رادان معاون نیروی انتظامی تهران، در تهران سیصد تن از تظاهرکنندگان در جریان تظاهرات روز عاشورا دستگیر شدند.
برخی از افرادی که در تهران در جریان اعتراض‌های عاشورا توسط شبه‌نظامیان بسیجی بازداشت و به پایگاه مقداد منتقل شده بودند از خشونت بی‌رحمانه بسیجیان با بازداشت‌شدگان خبر دادند. یکی از افرادی که ظهر عاشورا توسط بسیجیان به پایگاه مقداد منتقل شده بود به «جرس» گفت که مأموران علاوه بر ضرب‌وشتم شدید او و ده‌ها نفر دیگر، آن‌ها را وادار کردند برای ساعات طولانی با چشمان بسته کلاغ پر بروند و روی زمین غلت بزنند. به گفته وی بسیجیان با بکاربردن الفاظ رکیک بازداشت شدگان را تهدید به تجاوز می‌کردند. وی همچنین گفت که مأموران، کفش‌های بازداشت شدگان را ضبط کرده و پس از غروب آفتاب گروهی از آنان را با پای برهنه به بیرون از پایگاه هدایت کردند.
مهدی عربشاهی دبیر دفتر تحکیم وحدت و دانشجوی دانشگاه علامه طباطبایی بازداشت شد. مصطفی حسین‌زاده، امیر رمضانی، موسی جلالی خواه، امید منتظری و حسین کیاروستا از فعالان دانشجویی نیز در روز عاشورا در میدان امام حسین و انقلاب تهران با ضرب‌وشتم دستگیر شدند.
همچنین محمد معین، فرزند مصطفی معین کاندیدای دوره پیش ریاست جمهوری و وزیرعلوم سید محمد خاتمی در تظاهرات روز عاشورا پس از ضرب‌وشتم شدید بازداشت و به محل نامعلومی منتقل شد. محمد جواد صابری، روزنامه‌نگار مقارن ظهر عاشورا و نزدیکی دانشگاه تهران توسط نیروهای لباس شخصی بازداشت شد. همچنین مهدی قلی‌زاده از اعضای نهضت آزادی ایران در جریان درگیری‌های روز عاشورا بازداشت شد.
در اصفهان بر اساس گزارش‌ها حداقل بیست نفر در درگیری‌های شب عاشورا دستگیر شدند. همچنین در روز عاشورا طی درگیری‌هایی که در خیابان‌های حسین‌آباد اصفهان رخ داد، ۴۰۰ تا ۵۰۰ نفر دستگیر شدند و به زندان اصفهان منتقل شدند. در میان دستگیرشدگان، حبیب نوری، برادر و دو نفر از برادر زاده‌های عبدالله نوری نیز وجود دارند.
در رشت مازیار شکوری از فعالان سیاسی استان گیلان و از اعضای نهضت آزادی، و آتیه یوسفی از اعضای کمپین یک میلیون امضا و از فعالان ملی - مذهبی در تظاهرات روز عاشورا دستگیر شدند. در مشهد در مراسم عزاداری ظهر عاشورا و مراسم‌های بزرگداشت درگذشت حسینعلی منتظری بیش از ۲۵ دانشجو بازداشت شدند.

### دیگر بازداشت‌شدگان
کیارش کامرانی
سینا گلچین،
محسن عبدی،
ارسلان ابدی،
آرش صادقی،
مهدی تاجیک،
مازیار اعتمادی،
محمد جواد رشاد،
محسن و رامین قلی‌زاده،
آرش موسی‌زاده،
حسین واحد،
بهروز بهرامی،
داود بهرامی،
امیر حسین عطار زاده،
حسین دل پیشه،
مهران صفوی،
آرش نوری،
پویا قربانی،
عباس خلیلی،
سعید یگانه پور
محمدرضا رودباری مترجم وبلاگ نویس

## محدودیت‌های ایجادشده مرتبط با تظاهرات

### محدودیت پوشش اخبار برای رسانه‌ها
خبرنگاران خارجی از حضور و پوشش مراسم و درگیری‌ها میان مردم و نیروهای نظامی منع شده‌بودند و اجازهٔ فعالیت خبری نداشتند.
خبرگزاری‌های بین‌المللی وقایع روز تاسوعا را نیز به نقل از وب‌سایت‌های نزدیک به اصلاح‌طلبان گزارش کردند و توضیح دادند که به دلیل ممنوعیت این خبرگزاری‌ها از پوشش تحرکات معترضان، نتوانسته‌بودند به صورت مستقل این گزارش‌ها را تأیید کنند.
پارازیت ماهواره

### عدم پوشش خبرگزاری‌های داخلی و تذکر به نشریات
بنابر گزارش بی‌بی‌سی فارسی، خبرگزاری‌های داخلی ایران دربارهٔ این تظاهرات سکوت کرده و فقط دو خبرگزاری نزدیک به دولت عصر روز یکشنبه ششم دی چند خبر کوتاه در این زمینه منتشر کردند. نخستین خبر خبرگزاری فارس در مورد این تظاهرات نزدیک ساعت ۲ بعد از ظهر، و اولین خبر خبرگزاری ایرنا نزدیک ساعت ۳ بعد از ظهر منتشر شد. پس از تظاهرات وزارت ارشاد به دو روز نامه اعتماد و آفتاب یزد از روزنامه‌های نزدیک به اصلاح طلبان تذکر داد.

### اختلال در خدمات مخابراتی
از شب عاشورا سامانه پیام کوتاه تلفن‌های همراه در تهران قطع شد. همچنین دولت ارتباطات تلفنی را نیز در ایران مختل کرد.

### اختلال در اینترنت
از عصر روز عاشورا دسترسی به اینترنت در نقاط مختلف ایران به شدت محدود شد و دسترسی به سرویس‌های ایمیل و مسنجر قطع شد. هم‌زمان با حوادث روز عاشورا در تهران از ساعت ۱۹ عصر یکشنبه دسترسی به اینترنت به شدت محدود و حتی شبکه اینترنت موبایل نیز مختل شد.
سرعت اینترنت در شبکه ADSL و وایرلس به پایین‌ترین حد ممکن رسید و دسترسی به سرویس ایمیل یاهو و جی‌میل کاملاً قطع شد و امکان برقراری ارتباط با یاهو مسنجر و گوگل تاک فراهم نبود. از سوی دیگر برخی سایت‌های اینترنتی نیز از صبح هفتم دی قابل مشاهده نبودند و گفته می‌شد مسیر DNS اینترنتی آن‌ها تغییر داده شده بود. همچنین بنا بر خبرهای ارسالی گزارشگران جرس در ایران سرعت اینترنت به پائین‌ترین حد خود در طی ۷ ماه پیش‌ترش رسید.

## واکنش‌ها و اظهارات مرتبط پس از تظاهرات

### در ایران
- مهدی کروبی، با انتشار بیانیه‌ای حوادث شب و روز عاشورا در تهران را محکوم کرد. وی در این بیانیه با یادآوری رویدادهای تاریخی قبل از انقلاب متذکر می‌شود که در سال ۴۲، رژیم پهلوی تظاهرات عظیم روز عاشورا که با شعارهای تند علیه شاه صورت گرفت را به حرمت روز عاشورا، تحمل کرد. مهدی کروبی سپس می‌پرسد چه شده است که حکومت جمهوری اسلامی «در روز عاشورا دست بر خون مردم برده و جماعتی وحشی را به جان مردم انداخته است.» آقای کروبی در این بیانیه حوادث پیش‌آمده را «مصیبتی بزرگ و گناه نابخشودنی» خواند و آن را خطاب به مردم و خانواده‌های آسیب‌دیدگان این حوادث تسلیت گفت.[۱۰۹]
- اسدالله بیات زنجانی، از مراجع تقلید، در بیانیه‌ای اهانت به حسینعلی منتظری و حمله به حسینیه جماران را محکوم کرد. او در بخشی از بیانیهٔ خود گفت: «حتی فضای به وجود آمده را بستری برای حمله به عزاداران حسینی (ع) قرار داده و به مجامع مذهبی آنان حمله می‌کنند که ماجرای امروز تهران و هجمه به حسینیه جماران، مثال تاثربرانگیز آن است. آیا این وضعیت پیش آمده در یک جامعه مسلمان و شیعه، قابل دفاع است؟»[۱۱۰]
- سید علی‌محمد دستغیب، از مراجع تقلید و روحانیون بلندپایه عضو مجلس خبرگان رهبری، با انتشار پیامی، کشته شدن خواهرزاده میرحسین موسوی و دیگر جانباختگان روز عاشورا را تسلیت گفته و خواستار شناسایی قاتلین و محاکمه آن‌ها شد. وی همچنین خطاب به مسولان نوشته که «زندانیان را آزاد کنند؛ و از این همه خلاف شرع و خلاف قانون به بهانه حفظ نظام دست بردارند.» وی همچنین پیرو این بیانیه؛ از علما خواسته که قفل سکوت را بشکنند و امر به معروف و نهی از منکر کنند؛ و از حاکمیّت بخواهند که به قانون اساسی عمل نمایند.[۱۱۱]
- مجمع روحانیون مبارز با انتشار بیانیه‌ای در ۷ دی اعلام کرد: «امروز باید خون گریست که در عاشورای حسینی و به دنبال انواع اهانت‌ها به بیت و میراث روح‌الله خمینی از سوی مدعیان دروغین طرفداری از انقلاب به حسینیه‌ای که تداعی‌کننده یاد و نام روح‌الله خمینی بوده و هست، جسارت شد و به مجلس آرام بزرگداشت عاشورا با چوب، چماق و زنجیر و با شعارهای اهانت‌آمیز حمله کردند، زدند و بستند و شکستند و و بدین وسیله هم به عاشورا و هم به روح‌الله خمینی جسارت را به اوج خود رساندند و مردم بیگناه را نیز مورد ضرب و شتم قرار دادند.» در بیانیه این تشکل روحانی تصریح شد: «شگفتا کسانی که به بهانه جنایت پاره کردن عکس روح‌الله خمینی هر چه خواستند کردند و گفتند و یاران روح‌الله خمینی و انقلاب را مورد اهانت و جسارت قرار دادند، اینک متأسفانه به حسینیه‌ای حمله و اهانت می‌کنند که بیش از هر چیز و هر جا یادآور نام و بزرگی روح‌الله خمینی است.» مجمع روحانیون مبارز در ادامه بیانیه خود نوشت: «چماقداران با شعار حیدر، حیدر به مجالس دیگری در تهران و بعضی شهرها که به بزرگداشت عاشورا بر پا شده بود حمله و جسارت کردند و پاره‌ای از آن‌ها را تعطیل کردند و در روز عاشورا نیز حوادث تلخی پیش آمد که منجر به کشته و زخمی شدن عده‌ای از هموطنان در تهران و بعضی از شهرها گردید و یکی از کشته شدگان خواهر زاده نخست‌وزیر محبوب روح‌الله خمینی جناب آقای مهندس موسوی بود.»[۱۱۲]
- محمدجعفر بهداد، مدیرعامل خبرگزاری جمهوری اسلامی با تهدید مخالفان گفت: «در صورت تعلل دستگاه‌های مسئول مردم اغتشاشگران را مجازات خواهند کرد.»[۱۱۳] همچنین ایرنا با مطرح کردن مسئله «توهین به قرآن توسط بقایای فرقه موسوی» سعی در ادامه دادن روند تولید پروژه‌هایی مشابه پاره کردن عکس خمینی کرد.[۱۱۴]
- محمد یزدی، رئیس جامعه مدرسین حوزه علمیه قم نیز با لحنی تهدیدآمیز اعلام کرد: «اگر مردم تحمل می‌کنند، به خاطر فرمان رهبری است که مردم را به آرامش دعوت کردند ولی مسئولان بدانند اگر تحمل و صبر مردم به پایان برسد، کنترل مسئله دشوارتر می‌شود.»[۱۱۵]
- جبهه مشارکت ایران اسلامی با انتشار اطلاعیه‌ای، حوادث روز عاشورا را نشانه «شکست کامل کودتا و کودتاگران» دانست. این جبهه سیاسی، به «کودتاگران» توصیه کرده که «فریبکاری و اقتدارگرایی» را کنار گذاشته و از مردم ایران، «عذرخواهی» کنند.[۱۱۶] جبهه مشارکت با محکوم کردن برخوردهای خشونت‌بار دولتی با معترضان، آورده است: «به‌کارگیری ابزار سرکوب، فقط برای تحریک مردم و عصبانی کردن آن‌ها و دمیدن در کوره عصبیت و خشونت و هرج ومرج است.» با صدور اطلاعیه‌ای حمله و هجوم به مردم در روز عاشورا را محکوم کرد.[۱۱۶] در بخشی از بیانیهٔ این حزب سیاسی آمده بود: «جبهه مشارکت ایران اسلامی با محکوم کردن حمله و هجوم به مردم بی‌دفاع و مظلوم در روز عاشورا و تسلیت به بازماندگان شهیدان این روز براین باور است که مجموعه حوادث رخداده پس از انتخابات دهم ریاست جمهوری و به ویژه وقایع روز عاشورا نشانه شکست کامل کودتا و کودتاگران است.» در بخش دیگری آمده بود: «دستگیریهای گسترده و کور بعدی نیز دلیل عمق یابی جنبش سبز و خارج شدن کنترل اوضاع از دست کودتاچیان است و می‌خواهند به طرفداران روحیه باخته خود روحیه بدهند و البته این حربه دیگر کارگر نیست.»[۱۱۷]
- علی لاریجانی، رئیس مجلس شورای اسلامی، روز سه شنبه، در سخنانی در جلسه علنی مجلس، ضمن اظهار نظرات خود دربارهٔ تظاهرات روز عاشورا در تهران، انتقاد مقامات غربی از شدت عمل مأموران دولتی در برخورد با گروه‌های عزادار مخالف دولت را محکوم کرد. وی در تحلیل خود، حوادث روز عاشورا و تظاهرکنندگان مخالف دولت را «هتاکان» عاشورا توصیف کرده و خواستار «اشد مجازات» برای آنان شده بود، وی انتقادات مقامات غربی را «چندش‌آور» خواند.[۱۱۸]
- شورای نگهبان، اقدامات گروهی دین ستیز و فتنه‌گر را که با کف و سوت و هلهله، حرمت روز عاشورا را شکستند و به‌طور سازمان یافته و هماهنگ دست به آشوب زدند تا قلب استکبار جهانی و رسانه‌های وابسته به صهیونیسم بین‌الملل را شاد کنند محکوم کرد.[۱۱۹]
- سپاه پاسداران انقلاب اسلامی، با انتشار بیانیه‌ای ضمن محکومیت شدید حرمت‌شکن عاشورای حسینی، اهانت و جسارت بزرگ فتنه‌گران و آشوب‌طلبان در روز عاشورا را نشان بن‌بست آشکار استکبار جهانی و ضدانقلاب داخلی و خارجی در دست‌یابی به هدف غایی تظاهرات اخیر دانست.[۱۲۰]
- ناصر مکارم شیرازی، از مراجع تقلید با صدور بیانیه‌ای عنوان کرد: «من معتقدم اختلافات کنونی راه حل مسالمت‌آمیز و عاقلانه دارد که باعث عظمت و قدرت بیشتر کشور ماست.»[۱۲۱] وی اقدامات مغرضانی که قداست مراسم حسینی را شکستند و اقدام به تخریب اموال عمومی‌کردند را محکوم کرد.[۱۲۲] او گفت «ما بارها گفته‌ایم غیر از جناح‌های سیاسی وفادار به نظام جمهوری اسلامی و قانون اساسی گروهی خرابکار و مزدور بیگانه در میان صفوف مردم رخنه کرده‌اند که هدف آن‌ها فقط ویران کردن کشور و تجزیه آن و سپردن به دست بیگانگان است که قطعاً با هوشیاری وفاداران به اسلام و نظام هرگز به اهداف شوم خود نخواهند رسید.»[۱۲۱]
- جعفر سبحانی، از مراجع تقلید با انتشار بیانیه‌ای هتک حرمت به مقدسات اسلامی و تخریب اماکن عمومی در روز عاشورا را محکوم کرد.[۱۲۳]
- سازمان دانش آموختگان ایران (ادوار تحکیم وحدت) با صدور اطلاعیه‌ای حوادث خونین عاشورا را محکوم کرد و شهادت تعدادی از «هموطنان» را به ملت ایران تسلیت گفت. در بخشی از این بیانیه آمده بود: «آری؛ عاشورای ۱۳۸۸ رنگ خون گرفت و در تاریخ ماند و نوید داد که خونهای به ناحق ریخته دامن‌گیر استبداد خواهند شد.»[۱۲۴]
- جامعه مدرسین حوزه علمیه قم، با صدور اطلاعیه‌ای حرمت شکنی در عاشورای حسینی را محکوم کرد. در بخشی از این اطلاعیه آمده است: «با خبر شده‌ایم که متأسفانه امروز، در روز عاشورا در حالیکه ملت سوگوار به‌طور یکپارچه در مراسم عزاداری و روضه خوانی علی بن الحسین شرکت داشته‌اند و بر سرو سینه می‌زدند عده‌ای ساختارشکن، با کف و سوت با حرمت شکنی عاشورای حسینی، به‌طور سازمان یافته و هماهنگ با سامانه‌های دروغ پردازی و شایعه پراکنی استکباری علیه نظام مقدس جمهوری اسلامی ایران علاوه بر تخریب اموال عمومی و اغتشاش، به قرآن، مساجد، حسینیه‌ها و تکیه‌ها، نذورات، عزاداران و مراسم حسینی اهانت و جسارت کرده‌اند و گستاخی را با شعار علیه باورها و ارزشهای اسلامی و مقدسات مذهبی برای تحقق خوابهای پریشان دشمنان اسلام و ایران، بیشتر کرده‌اند.»[۱۲۵]
- فراکسیون خط امام مجلس شورای اسلامی با صدور بیانیه‌ای در ۸ دی ضمن ابراز تاسف از سکوت مسئولان، رسانه ملی و دلسوزان جریان اصولگرا در رابطه با جسارت‌ها به «سالار شهیدان و روح‌الله خمینی»، تأکید کردند که دستگاه‌های امنیتی و اطلاعاتی در خصوص «گروه‌های سازمان یافته که بعضاً مورد حمایت غیررسمی بوده» و در اقدامات غیرقانونی خود از «مصونیت قابل توجهی» برخوردار هستند برخورد جدی به عمل آوردند.[۱۲۶]
- سازمان مجاهدین انقلاب اسلامی در بیانیه‌ای، عاشورای امسال را «امتحان بزرگی برای همه» توصیف کرد و کشته شدن خواهرزاده میرحسین موسوی و عده‌ای دیگر از شهروندان را به او و بستگان آن‌ها تسلیت گفت. این بیانیه کشته‌شدگان روز عاشورا را «شهید» خواند و افزود که خون به ناحق ریخته شده در آن روز، امتحانی بزرگ خصوصاً برای حاکمیت است.[۱۲۷]

### در جهان
- کاخ سفید، وزارت امور خارجه فرانسه، وزارت امور خارجه کانادا و وزارت امور خارجه ایتالیا در بیانیه‌های جداگانه خشونت مأموران امنیتی ایران در برابر معترضان عادی را محکوم کردند.[۱۲۸][۱۲۹][۱۳۰]
- اتحادیه اروپا و بریتانیا، با انتشار بیانیه‌های جداگانه، سرکوب تظاهرات معترضان در ایران و استفاده وسیع از خشونت را محکوم کرده و خواستار احترام به حقوق آن‌ها شدند و روسیه نیز خواستار خویشتنداری و اجتناب از تشدید درگیری‌ها در ایران شد.[۱۳۱]
- سازمان عفو بین‌الملل نیز در بیانیه‌ای خشونت‌های روز عاشورا در ایران و کشته شدن عده‌ای از معترضان را در وقایع این روز محکوم کرد.[۱۳۲] گزارشگران بدون مرز نیز اطلاعیه‌ای مبنی بر محکومیت بازداشت‌های گستردهٔ فعالان سیاسی «در فردای تظاهرات خونبار ۶ دی‌ماه ۱۳۸۸» و مسدود شدن سایت‌های اینترنتی در ایران صادر کرد.[۱۳۳]
- باراک اوباما، رئیس‌جمهور آمریکا، روز ۷ دی در نخستین اظهار نظر مستقیم خود نسبت به رویدادهای خونین ایران در روز عاشورا، واکنش خشونت‌بار حکومت جمهوری اسلامی ایران در قبال تظاهرات مسالمت‌آمیز ایرانیان را شدیداً تقبیح و محکوم کرد. وی سپس به رویدادهای اخیر ایران پرداخت و گفت: «ایالات متحده، همراه با جامعهٔ جهانی، خشونت و سرکوب ظالمانهٔ شهروندان ایران [توسط دولت آن کشور] را به شدت محکوم می‌کند؛ خشونتی که به دستگیری‌ها، زخمی شدن‌ها و حتی مرگ ایرانیان انجامیده است.»[۱۳۴]
- کمیساریای عالی حقوق بشر سازمان ملل در تاریخ ۹ دی ۱۳۸۸ در ژنو بیانیه‌ای مبنی بر جلوگیری از نیروهای امنیتی و بسیج صادر کرده و خواستار توقف خشونت در ایران شد. در همین راستا کمیسر عالی حقوق بشر افزود: «من از روند سریع تعداد افرادی که به قتل رسیده، زخمی یا به زندان رفته‌اند شوکه شده‌ام.»[۱۳۵]

## بازتاب در رسانه‌ها
اعتراض‌های عاشورا در ایران، روز یکشنبه ۶ دی در صدر اخبار روزنامه‌های جهان قرار گرفت و بیشتر رسانه‌ها از این روز به عنوان «خونین‌ترین روز» از آغاز اعتراض‌ها به نتایج انتخابات در ایران نام بردند. اکثریت قریب به اتفاق رسانه‌های جهان از روز عاشورا و هم‌زمان با ناآرامی‌های تهران و چند شهر دیگر در کشور، به انعکاس گسترده رویدادهای ایران پرداختند.
شبکه‌های مختلف خبری اروپایی و آمریکایی از جمله سی ان ان، بی‌بی‌سی، فاکس نیوز، ای بی سی، ان بی سی، فرانس ۲۴، العربیه، الجزیره و غیره به پخش لحظه‌به‌لحظه اخبار و وقایع ایران پرداختند. همچنین این شبکه‌ها با ارائه برنامه‌های تفسیری و تحلیلی به گفتگو با کارشناسان مسایل ایران پرداختند.

### در رسانه‌های آمریکا

صفحهٔ اول روزنامهٔ نیویورک تایمز

شبکه خبری «سی‌ان‌ان» آمریکا در سایت اینترنتی خود نوشت: «پلیس ایران که تظاهرات را پیش‌بینی کرده بود، برای سرکوب آن آماده شده بود، اما نتوانست مانع اعتراض‌های گسترده مخالفان شود.»
خبرگزاری «رویترز» نیز در گزارشی، به نقل از سایت‌های اینترنتی حامی جنبش سبز، شمار کشته شدگان را هشت نفر اعلام کرد و از درگیری‌های این روز میان معترضان و نیروهای امنیتی به عنوان «بدترین خشونت‌ها» نام برد.
عکس صفحه نخست روزنامه نیویورک تایمز نیز به محاصره نیروهای ضد شورش توسط تظاهر کنندگان تعلق دارد. این روزنامه تیتر نخست خود را به رویدادهای روز عاشورا در ایران اختصاص داده و از تیراندازی پلیس ایران به سوی معترضان خبر داد.

### در رسانه‌های اروپا
خبرگزاری فرانسه نیز در گزارش خود با اشاره به درگیری‌های گسترده در پایتخت نوشت «شرایط در تهران ساعت‌ها غیرقابل پیش‌بینی بود.»
روزنامه بریتانیایی گاردین نیز در سایت اینترنتی خود شمار کشته شدگان روز عاشورا در ایران را دست کم ۹ نفر اعلام کرده و از اعمال خشونت گسترده نیروهای امنیتی و بسیج علیه تظاهرکنندگان به عنوان اقدامی «پرخطر» برای حکومت ایران یاد کرد.
روزنامه تایمز چاپ لندن، در شماره روز دوشنبه ۲۸ دسامبر در صفحه نخست خود عکسی از پسر نوجوانی منتشر کرد که به تنهایی و با دستانی پر از سنگ و کلوخ، در میان خیابان و برابر صف گسترده نیروهای انتظامی ایستاده‌بود.
روزنامه ایندیپندنت، چاپ لندن، از حضور هزاران نفر در خیابان‌های تهران خبر داد که با شعار «مرگ بر دیکتاتور» اعتراض خود را به حکومت ایران اعلام می‌کردند. این روزنامه تصویری از موتورسیکلت‌های آتش گرفته منتشر کرد که در آن یکی از معترضان با پارچه‌ای سبز صورت خود را پوشانده و در برابر دیواری از آتش ایستاده و انگشتانش را به علامت حرف انگلیسی «وی» که نشان پیروزی است، برافراشته بود.
فایننشیال تایمز، در صفحه نخست شماره روز دوشنبه خود، تصویری منتشر کرد که در آن ده‌ها نفر از مأموران پلیس ضد شورش ایران در گوشه‌ای از خیابان تجمع کرده‌اند و در حالی که موتور سیکلت‌های آن‌ها واژگون شده است، توسط معترضان محاصره شده‌بودند.

### در رسانه‌های عربی
روزنامه الحیات درگیری‌های ۶ دی را شدیدترین درگیری میان مقامات مسئول جمهوری اسلامی ایران و اصلاح‌طلبان در پی اعلام نتیجه انتخابات خرداد اعلام می‌کند، در ادامه می‌افزاید که کنترل معترضین از دست دولت خارج شده بود و ۵ نفر از معترضین در تهران و ۴ نفر در تبریز به ضرب گلوله نیروهای امنیتی کشته شده‌اند و بیش از ۲۴ نفر مجروح شده‌اند که برخی از آن‌ها در وضعیت بسیار بدی به سر می‌برند، یکی از کشته شدگان خواهر زادهٔ میرحسین موسوی کاندیدای معترض به نتیجه انتخابات است. الحیاط در خبر دیگری می‌افزاید تعداد کشته‌شدگان در درگیری‌های تهران و تبریز به ۹ نفر رسیده است.
روزنامه العرب به نقل از سایت‌های اصلاح طلب ایران می‌نویسد، عمادالدین باقی و ابراهیم یزدی بازداشت شده‌اند و در ادامه می‌افزاید تلویزیون دولتی ایران کشته شدن ۱۵ نفر را در تهران اعلام کرده است که ۱۰ تن از آن‌ها را عوامل ضدانقلاب و تروریست خوانده است. این خبرگزاری به مفقود شدن جسد سید علی موسوی اشاره می‌کند. همچنین می‌افزاد سرکوب معترضین در ایران مجدداً انتقادات بین‌المللی را به دنبال داشته است.
شبکه العربیه نیز از جمله شبکه‌های خبری منطقه بود که بیشترین پوشش را به وقایع روزهای تاسوعا و عاشورا داد.

## پیامدها و رویدادهای پس از تظاهرات

### دستگیری گستردهٔ فعالان سیاسی
موج دستگیری‌های پس از تظاهرات گستردهٔ عاشورا، تنها با موج دستگیری‌های اولین روزهای پس از اعلام نتایج انتخابات قابل قیاس بود. این دستگیری‌ها یک روز پس از آن صورت گرفت که معترضین و هواداران جنبش سبز مناسبت مذهبی عاشورا را تبدیل به یکی از بزرگ‌ترین تجمعات اعتراضی در طی ۷ ماه پیش از آن کردند.
- در تاریخ ۷ دی، ابراهیم یزدی دبیرکل ۷۸ ساله نهضت آزادی ایران، ساعت ۳ بامداد در منزلش در تهران توسط مأموران امنیتی بازداشت شد و به محل نامعلومی برده شد. همچنین لیلا توسلی، دختر محمد توسلی و خواهرزاده ابراهیم یزدی نیز ساعت یک‌ونیم بامداد در منزل پدرش بازداشت شد.[۱۴۲][۱۴۳]
- همزمان، عمادالدین باقی، رئیس انجمن دفاع از حقوق زندانیان، بامداد روز دوشنبه در منزل مسکونی خود بازداشت شد.[۱۴۲] مأموران امنیتی در جریان بازداشت و تفتیش منزل عمادالدین باقی به همسر و فرزندان وی توهین کرده و اقدام به فحاشی کرده و وی را به مرگ تهدید کردند. براساس گزارش ادوارنیوز، هنگامی که عمادالدین باقی به فرزندان خود گفت که «در زندان محکم می‌ایستم» مأموران بازداشت او خطاب به خانواده باقی گفتند که «آنقدر عمر نمی‌کند که ایستادگی کند.»[۱۴۴]
- پیش از آن خبر بازداشت حسین موسوی تبریزی، رئیس مجمع محققین و مدرسین حوزه علمیه قم هم انتشار یافته بود اما خبرگزاری فارس، به نقل از «یک منبع آگاه» این خبر را تکذیب کرد. براساس برخی گزارش‌ها، چند تن دیگر از روحانیون عضو این مجمع، که از تشکل‌های اصلاح طلب محسوب می‌شود، نیز بازداشت شدند.[۱۴۲] سید ابوالفضل موسویان، دبیر اجرایی مجمع مدرسین حوزه علمیه قم یکی از این بازداشت‌شدگان بود.[۱۴۵]
- همچنین در روز دوشنبه ۷ دی، گزارش‌هایی هم از بازداشت شمار دیگری از شخصیت‌های اصلاح طلب منتشر شد. از جمله پارلمان نیوز، پایگاه اطلاع‌رسانی فراکسیون خط امام در مجلس، از بازداشت نه تن از مشاوران میرحسین موسوی خبر داد. براساس این گزارش، علیرضا حسینی بهشتی، سید علی‌رضا بهشتی شیرازی، قربانعلی بهزادیان نژاد و محمد باقریان از جمله این بازداشت‌شدگان هستند.[۱۴۲]
- همچنین مأموران امنیتی مرتضی حاجی، وزیر تعاون کابینه اول و وزیر آموزش و پرورش کابینه دوم سید محمد خاتمی و مدیرعامل بنیاد باران، و حسن رسولی، قائم مقام این نهادِ زیر نظر محمد خاتمی رئیس‌جمهوری سابق را دستگیر کردند و همراه با برخی اسناد متعلق به این بنیاد با خود بردند.[۱۴۲]
- حشمت‌الله طبرزدی از فعالان سیاسی ایران در ظهر روز ۷ دی، توسط مأموران وزارت اطلاعات بازداشت و به مکان نامعلومی منتقل شد. آن‌ها همچنین با ارائه حکم، ضمن بازرسی منزل، وسایل شخصی، کامپیوتر و یادداشت‌های وی را نیز با خود بردند.[۱۴۶]
- محمد صادق ربانی، استاد بازنشسته دانشکده علوم دانشگاه تهران و عضو هیئت اجرایی شورای ملی صلح (برادر مهدی ربانی املشی، دادستان کل کشور در زمان سید روح‌الله خمینی) نیز در روز عاشورا (۶ دی) در حالی که به سمت خانه می‌رفت توسط افراد بسیجی بازداشت و به محل نامعلومی منتقل شد.[۱۴۷]
- همچنین محمد طاهری، فرزند سید جلال‌الدین طاهری، امام جمعه پیشین اصفهان در ۷ دی بازداشت شد. وی همسر یکی از نوه‌های روح‌الله خمینی است.[۱۴۸]
- به گزارش پایگاه جنبش راه سبز (جرس)، ابوالفضل قدیانی، عضو شورای مرکزی سازمان مجاهدین انقلاب اسلامی ایران در ۷ دی ۱۳۸۸ بازداشت شد. این گزارش می‌افزاید، نیروهای امنیتی به خانه محسن آرمین، سخنگوی این سازمان نیز هجوم بردند اما به دلیل عدم حضور آرمین در منزل، موفق به بازداشت او نشدند.[۱۴۹]
- مهین فهیمی از مادران صلح و پسرش امید منتظری (همسر و فرزند حمید منتظری از قربانیان کشتار زندانیان سیاسی در تابستان ۱۳۶۷) از دیگر بازداشت‌شدگان فردای عاشورا بودند. همچنین خبرنگار سوری‌تبار تلویزیون دبی در تهران به نام رضا الباشا نیز مفقود شد.[۱۵۰]
- در بامداد سه‌شنبه ۸ دی ماشاالله شمس‌الواعظین روزنامه‌نگار و سخنگوی انجمن دفاع از مطبوعات ایران در منزل‌اش دستگیر شد.[۱۵۱]
- نوشین عبادی، خواهر شیرین عبادی در ساعت ۹ شب ۷ دی در تهران بازداشت شد. شیرین عبادی برندهٔ جایزهٔ صلح نوبل اعلام کرد که سه مرد و یک زن که از مأموران وزارت اطلاعات بودند ساعت ۹ شب به منزل مشترک وی و خواهرش رفتند، و پس از تفتیش منزل، نوشین عبادی را بازداشت کردند.[۱۵۲]
- شاپور کاظمی برادر زهرا رهنورد نیز نیمه‌شب یکشنبه ۶ دی، برای بار دوم بازداشت شد.[۱۵۳]
- نسرین وزیری خبرنگار پارلمانی خبرگزاری ایلنا و سایت خبرآنلاین نزدیک به علی لاریجانی بازداشت شد. همچنین بدرالسادات مفیدی دبیر انجمن صنفی روزنامه‌نگاران، کیوان مهرگان دبیر سیاسی ضمیمه اعتماد و مرتضی کاظمیان، روزنامه‌نگار و فعال سیاسی بازداشت شدند.[۱۵۴][۱۵۵]
- علی مهرداد از اعضای شاخه جوانان نهضت آزادی ایران صبح ۸ دی بازداشت شد.[۱۵۶] رضا تاجیک روزنامه‌نگار و فعال ملی مذهبی ظهر ۸ دی در مقابل روزنامه اعتماد بازداشت شد. مأموران امنیتی در تماس با تاجیک از او خواسته بودند محل خود را اطلاع داده و منتظر مأموران بماند، که وی بازداشت شد.[۱۵۷]
- ظهر، محمد جواد مظفر، مدیر انتشارات کویر را در دفتر انتشارات و پس از تفتیش دفتر و منزل بازداشت کردند.[۱۵۸]

### حمله و تخریب اموال حامیان جنبش
- ۷ دی ۱۳۸۸ - در حالی که مهدی کروبی به همراه خانواده خود در مراسم عزاداری حسین ابن علی در مسجد آیت‌الله غفاری، محدوده خیابان تهران نو حضور یافته بود، هنگام خروج از مسجد مورد حمله چند نفر لباس شخصی قرار گرفت.[۱۵۹] براساس گزارش سایت سحام نیوز، خودروی حامل وی هنگام خروج از کوچه مورد حمله این افراد قرار گرفت و ضمن وارد آمدن خساراتی چند، شیشه جلوی ماشین به‌طور کامل شکسته شد. افراد مهاجم پس از دخالت مردم از محل گریختند.[۱۵۹]
- ۸ دی ۱۳۸۸ -دفتر نماینده اصلاح طلب مجلس، نصرالله ترابی در شهرکرد به آتش کشیده شد. ترابی این اتفاق را واکنش به نطق صریحش در مجلس شورای اسلامی اعلام کرده است.[۱۶۰]
- ۸ دی ۱۳۸۸ -حوزه علمیه ابو صالح و خانه دستغیب و همچنین مسجد قبا محل سخنرانی‌های وی مورد حمله لباس شخصی‌ها قرار گرفت. برخی از روحانیون حاضر در دفتر دستغیب در طی این حمله مجروح شدند، همچنین حمله به مسجد قبا در حالی صورت گرفت که برخی مسئولان نظامی و انتظامی در محل حضور داشتند.[۱۶۱]
- ۸ دی ۱۳۸۸ - دفاتر یوسف صانعی در شهرهای تهران، مشهد، کرمان، ساری، گرگان و شیراز مورد هجوم افراد لباس شخصی قرار گرفت. این افراد ضمن سر دادن شعارهایی علیه این مرجع تقلید و تخریب تابلوهای این دفاتر، اقدام به سنگ پرانی و خرد کردن شیشه‌های این دفاتر نمودند.[۱۶۲]

### رویدادها در روزهای پس از تظاهرات
پس از تظاهرات گسترده روز عاشورا، رادیو و تلویزیون و رسانه‌های دولتی ایران و همچنین حامیان دولت، اقدام اعتراضی عده‌ای از معترضان مانند آتش زدن خودروهای پلیس و درگیری با نیروهای امنیتی را «حرمت شکنی به روز عاشورا» نامیده و راهپیماییهایی به دعوت آنان برای ابراز حمایت از رهبر کنونی جمهوری اسلامی و محکومیت اعتراضات و سران آن برگزار شد و هم‌زمان تعدادی از فعالان سیاسی و معترضان بازداشت شدند. همچنین در اقدامی دیگر همزمان، دفتر دستغیب در شیراز و دفتر صانعی (از مراجع تقلید حامی جنبش اعتراضی) در شهرهای تهران، مشهد، کرمان و شیراز مورد حمله قرار گرفت و با حمله نیروهای لباس شخصی مجهز به سلاح‌های سرد، تعدادی از دانشجویان دانشگاه علم و صنعت و دانشگاه آزاد مشهد مصدوم و روانه بیمارستان شدند. تحلیلگران این اقدامات را دور جدید سرکوب جنبش اعتراضی و زمینه‌سازی برای فشار یا بازداشت رهبران یا افراد اثرگذار در آن دانستند.

#### ادامهٔ درگیری‌ها در تهران، ۷ دی
در این روز یگان‌های ویژه نیروی انتظامی و تعداد زیادی از نیروهای لباس شخصی از عصر این روز در میدان‌ها مرکزی شهر تهران مستقر شدند. گزارش‌ها حاکی از تشدید حضور نیروهای گارد ضد شورش در مناطق مرکزی تهران بود. نیروهای گارد ویژه و لباس شخصی‌ها در میدان انقلاب، میدان هفت تیر، میدان ولی عصر و میدان فردوسی استقرار پیدا کرده‌بودند.
همچنین درگیری‌های پراکنده‌ای در سطح شهر تهران، به ویژه در میدان هفت تیر صورت گرفت. در جریان این درگیری پلیس با استفاده از باتوم سعی در متفرق کردن مردم معترض داشت. صدها نیروی یگان ویزه با خودروهای خود در این میدان و برخی خیابان‌های تهران مستقر شده بودند. این در حالی بود که بسیاری از خبرگزاری‌ها و سایت‌های خبری حکومتی از آرامش اوضاع در تهران خبر می‌دادند.
به دنبال این اعتراضات ایستگاه‌های مترو بهشتی، مطهری و هفت تیر بسته شدند و به دستور پلیس رفت‌وآمد مردم در این منطقه محدود شد. خبرگزاری رویترز هم نوشت در برابر بیمارستان ابن سینا در تهران پلیس برای متفرق کردن تظاهرکنندگان گاز اشک‌آور شلیک کرد. بر پایهٔ این گزارش تظاهرکنندگان برای اعتراض به کشته شدن علی حبیبی موسوی خامنه، خواهرزاده میرحسین موسوی، و ابراز همدردی با خانواده وی، در برابر این بیمارستان جمع شده بودند.
همچنین سایت‌های مخالفان دولت، از بروز درگیری میان مردم و یگان ویژه در خیابان کریم خان در این روز خبر دادند. بر پایه این گزارش این درگیری‌ها با پرتاب گاز اشک آور و کوکتل مولوتف همراه بود.

#### ناآرامی دانشگاه‌ها و حمله به دفاتر مراجع، ۸ دی
دانشگاه آزاد واحد علوم و تحقیقات شاهد تجمع صدها دانشجو معترض بود. این تجمع با درگیری شدید بین دانشجویان و نیروهای بسیج مستقر در دانشگاه همراه شد.
همچنین دانشجویان هوادار جنبش سبز دانشگاه علم و صنعت تجمعی اعتراضی برگزار کردند. دانشجویان از ساعت ۱۱:۳۰ و از در دانشکده مهندسی شیمی حرکت خود را آغاز کردند و شعارهایی چون «یاحسین، میرحسین»، «الله اکبر»، «مرگ بر دیکتاتور»، «در راه وطن ریخته شد خون کیانوش/عزیزم کیانوش، شهیدم کیانوش» سر می‌دادند. هنگامی که دانشجویان معترض به نزدیکی در اصلی رسیدند، جمعیت به گونهٔ بی‌سابقه‌ای زیاد بود به‌طوری‌که از ابتدای ساختمان ۱۵ خرداد تا نزدیکی کتابخانه مرکزی مملو از دانشجویان بود (جمعیتی بالغ بر ۱۵۰۰ نفر)، اما در این هنگام جمعیتی نزدیک به ۱۰۰ نفر بسیجی به همراه چند روحانی از مسجد خارج شده و جلوی دانشجویان را گرفتند و شعار مرگ بر منافق سر دادند، که دانشجویان نیز با شعارهایی همچون «دانشجوی دروغگو کارت دانشجوییت کو»، «مرگ بر جیره خوار» و غیره پاسخ آن‌ها را دادند. دانشجویان سپس با حرکت به سمت ضلع شمال غربی دانشگاه، تجمع خود را در آنجا ادامه دادند که عده‌ای از مردم منطقه هم به آن‌ها پیوستند، اما هم‌زمان نیروهای لباس شخصی به مردم حمله کردند. نیروهای لباس شخصی با باتوم و کابل به مردمی که در بیرون از دانشگاه برای حمایت از دانشجویان جمع شده بودند حمله کردند. با شروع درگیری‌ها، نیروهای لباس شخصی وارد دانشگاه شده و شروع به ضرب‌وشتم شدید دانشجویان کردند. دانشجویان سپس اقدام به تجمع سکوت کرده و به سمت ساختمان ریاست حرکت کردند، اما لباس شخصی‌ها به صورت سازماندهی شده تجمع را تعقیب کرده و دانشجویان را مضروب می‌کردند. در این حمله حدود ده دانشجو به شدت زخمی شدند و برخی به بیمارستان منتقل شدند. بین ده تا پانزده دانشجو نیز توسط لباس‌شخصی‌ها ربوده شدند.
در پی پیام دستغیب و هشدار نسبت به رفتارهای غیرقانونی و سرکوب و کشتار مردم، در این روز تعداد زیادی نیروهای لباس شخصی و بسیجی، مسجد قبا را که محل برنامه‌های علی‌محمد دستغیب بود به محاصره خود درآوردند و به آن حمله کردند. در پی حمله لباس شخصی‌ها به مسجد قبا و بیت دستغیب، درگیری‌های پراکنده‌ای در اطراف این محل گزارش شد. درگیری‌ها بین نیروهای نظامی، لباس شخصی‌ها و مردم در خیابانِ قدوسی غربی و خیابانِ شهید محلاتی در شیراز بود. لباس‌شخصی‌ها سپس به پرتاب سنگ و آجر به سمت دیواره‌ها و شیشه‌های مسجد پرداختند. شاگردان این مرجع بلندپایه، با استقرار در مسجد مانع از هجوم این عده به درون مسجد شدند. شاهدانِ عینی از شکسته شدنِ دست و سر تعدادی از مردم و حضور آمبولانس‌ها در محل خبر دادند. همچنین دفاتر یوسف صانعی در شهرهای تهران، مشهد، کرمان، ساری، گرگان و شیراز مورد هجوم و تخریب افراد لباس شخصی قرار گرفت. همچنین دفتر و ورودی‌های کوچه بیت منتظری مسدود و گاه اقدام به پرتاب سنگ به سوی آن شد.

#### تظاهرات حامیان دولت، ۹ دی
حامیان دولت در واکنش به تظاهرات روز عاشورا که آن‌ها آن را «هتک حرمت» خطاب می‌کنند، ابتدا مقرر بود که روز سه شنبه ۸ دی دست به برگزاری راهپیمایی بزنند. به این منظور خبر در پیش بودن این راهپیمایی از آخرین ساعات روز دوشنبه توسط خبرگزاری‌های ایران مخابره شد؛ ولی این خبر در ساعات ابتدایی روز سه شنبه؛ به فراخوان برای راهپیمایی در روز چهارشنبه تغییر کرد. در نهایت در روز چهارشنبه ۹ دی ۱۳۸۸ حامیان دولت در خیابان انقلاب دست به راهپیمایی زدند. سخنرانی در این راهپیمایی را سید احمد علم الهدی برعهده داشت و گزارش این راهپیمایی مستقیماً از صدا و سیمای جمهوری اسلامی ایران پخش می‌شد. علی‌رغم آنکه خبرنگاران خارجی از تهیه گزارش از اعتراضات مردمی و وقایع اخیر ایران منع شده بودند، در این راهپیمایی اجازه پوشش خبری برای خبرنگاران رسانه‌های خارجی صادر شده بود. برخی خبرگزاری‌های حامی دولت این راهپیمایی را میلیونی اعلام کردند. این درحالی است که خبرگزاری‌های غیر ایرانی و حاضر در این مراسم، آن را دولتی و صدها هزار نفری در کل کشور خواندند. ابراهیم نبوی نیز با محاسبه حاضران در تهران، این تجمع را ۵۰ هزار نفری اعلام کرد.
این راهپیمایی در حالی برگزار شد که بخشنامه‌های متعددی به شرکت‌های مختلف دولتی و غیردولتی صادر گردیده بود تا با کارمندان خود در این راهپیمایی شرکت کنند. مدیر عامل شرکت سایپا به همین منظور با تدارک دیدن اتوبوس، کارمندان خود را به محل راهپیمایی منتقل کرد. جاناتان مارکوس از خبرگزاری بی‌بی‌سی در همین راستا می‌گوید ارزیابی ابعاد این راهپیمایی دشوار است، اما روشن است که دولت شرکت کنندگان را سازماندهی و هماهنگ کرده بوده است، حتی برخی از کارخانه‌ها تعطیل شده بودند تا کارمندان خود را به محل راهپیمایی منتقل کنند. روزنامه تایمز در گزارشی اعلام کرد که تلویزیون دولتی تصویر ده‌ها هزار تن از تظاهرکنندگان را در شهرهای مختلف نشان داد اما برخلاف تظاهرات معترضان، در خلال این راهپیمایی‌ها کسی هدف گلوله، ضربات باتوم و پرتاب گاز اشک‌آور از سوی پلیس ضد شورش قرار نگرفت.
سید احمد علم الهدی عضو مجلس خبرگان رهبری از شهر مشهد و امام جمعه آن شهر طی یک سخنرانی در این مراسم مخالفان را «یک مشت بزغاله و گوساله» خواند. همچنین ایرنا با عنوان «ای سبز من، تندیس من، وامی‌کنم روزی تو را از دست بی‌ناموس‌ها» به شرح اتفاقات این راهپیمایی پرداخت.

#### درگیری‌های پراکنده، ۱۰ دی
گزارش‌ها حاکی است که پلیس ایران در روز پنجشنبه ۱۰ دی ۱۳۸۸ به تجمع‌های معترضان در نقاط مختلف تهران حمله کرده و نیروهای نظامی خود را برای مقابله با آنان گسیل داشته است. سایت جنبش راه سبز (جرس) گزارش داد که به رغم حضور چشمگیر نیروهای نظامی در میدان‌ها مرکزی شهر تهران، درگیری‌هایی در میدان‌ها ولی عصر، هفت تیر و نیز بهشت زهرا روی داد و ده‌ها تن بازداشت شدند. طبق این گزارش، نیروهای گارد ویژه و نظامی روز پنجشنبه با آرایشی متفاوت در تهران ظاهر شدند و «در دست بسیاری از این نیروها سلاح‌های جنگی دیده می‌شود و خودروهای زرهی ویژه سرکوب شهروندان نیز صبح امروز از کرج به تهران منتقل شدند.» همچنین به گفته یک شاهد عینی: «میدان هفت تیر، به ویژه ضلع جنوبی آن پر از نیروهای سپاه پاسداران، موتور و وانت‌های سیاه رنگ نیروی انتظامی است.»

#### بیانیهٔ میرحسین موسوی به مناسبت عاشورا، ۱۱ دی
میرحسین موسوی در تاریخ ۱۱ دی ۱۳۸۸ بیانهٔ هفدهم خود را به مناسبت وقایع عاشورا منتشر کرد. او در این بیانیه به قاطع بودن مردم برای رسیدن به حقوقشان اشاره می‌کند و می‌افزاید: «بنده ابایی ندارم یکی از شهدایی باشم که مردم بعد از انتخابات در راه مطالبات به حق دینی و ملی خود تقدیم کردند.» و در ادامه می‌گوید: «مردم در پشت چهره نیروهای انتظامی و بسیجی مهاجم برادران خود را می‌بینند و در شرایط بحرانی و پر از خشم و هیاهوی آنروز سعی می‌کنند بدانها آسیبی نرسد.» موسوی دستگیری‌ها، خشونت‌ها، تهدیدها و محدود کردن رسانه‌ها را عملی بیهوده بیان می‌کند و می‌گوید: «تغییر قضاوت مردم را نسبت به نظام چگونه حل می‌کنید؟ تخریب مشروعیت را چگونه جبران می‌نمایید؟ نگاه ملامت‌آمیز و متعجب همه جهانیان از این همه خشونت یک دولت به ملت خود را چگونه تغییر می‌دهید؟» در نهایت میرحسین موسوی برای خروج از بحران یک طرح ۵ ماده‌ای را مطرح می‌کند.

1. اعلام مسئولیت‌پذیری مستقیم دولت در مقابل ملت و مجلس و قوه قضائیه به نوعی که از دولت حمایت‌های غیرمعمول در مقابل کاستی‌ها و ضعف‌هایش نشود و دولت مستقیماً پاسخگوی مشکلاتی باشد که برای کشور ایجاد کرده است. به یقین اگر دولت کارآمد و محق باشد خواهد توانست جواب مردم و مجلس را بدهد و اگر بی‌کفایت و ناکارآمد بود مجلس و قوه قضائیه در چهارچوب قانون اساسی با او برخورد خواهند کرد.
2. تدوین قانون شفاف و اعتماد برانگیز برای انتخاباتها به نوعی که اعتماد ملت را به یک رقابت آزاد و منصفانه و بدون خدعه و دخالت قانع سازد. این قانون باید شرکت همه ملت را علی‌رغم تفاوت در آراء و اندیشه‌ها تضمین کند و جلوی دخالت‌های سلیقه‌ای و جناحی دست‌اندرکاران نظام را در همه سطوح منتفی سازد. مجالس اولیه انقلاب می‌تواند به عنوان الگویی مورد توجه قرار گیرند.
3. آزادی زندانیان سیاسی و احیاء حیثیت و آبروی آنها. بنده یقین دارم که این اقدام نه به ضعف که به درایت نظام تعبیر خواهد گشت؛ و نیز آگاهیم که جریانهای سیاسی منحطی با این راه حل مخالف هستند.
4. آزادی مطبوعات و رسانه‌ها و اجازه نشر مجدد روزنامه‌های توقیف شده جزء ضروریات روند بهبود است. ترس از آزادی مطبوعات باید از بین برود و تجربیات جهانی در این زمینه باید مورد توجه قرار گیرد. گسترش کانال‌های ماهواره‌ای و اهمیت یافتن آن‌ها و اثرگذاری قاطع این رسانه که به خوبی ناکافی بودن روش‌های قدیمی و محدودیت صدا و سیما را می‌رساند. پارازیت‌ها و محدودیت‌های اینترنتی می‌تواند برای مدت کوتاهی اثرگذار باشد. تنها راه چاره داشتن رسانه‌هایی متنوع و آگاه و آزاد در داخل کشور است. آیا زمان آن نرسیده است که با اقدامی شجاعانه و ناشی از اعتماد به متفکران و نیروهای خلاق جامعه، نگاه‌ها را از آنسوی مرزها به شکوفایی خلاقیت سیاسی و فرهنگی و اجتماعی داخلی برگردانیم؟
5. به‌رسمیت شناختن حقوق مردم برای اجتماعات قانونی و تشکیل احزاب و تشکل‌ها و پایبندی به اصل ۲۷ قانون اساسی. اقدام در این زمینه که می‌تواند با درایت و همکاری همه علاقه‌مندان به کشور صورت گیرد در طول چند ماه می‌تواند فضایی توأم با دوستی و محبت ملی را جایگزین درگیری سازمان بسیج و نیروهای امنیتی با مردم یا درگیری مردم با مردم نماید.

بیانهٔ میرحسین موسوی بازتاب‌های بسیار تندی را از سوی حامیان دولت به دنبال داشته است.

## شکنجه و محاکمه دستگیرشدگان
بسیاری از افراد نیز پس از این واقعه دستگیر شدند. موج دستگیری‌ها تا پایان سال ۱۳۸۹ همچنان ادامه داشت. از خلال بازجویی‌های دستگیرشدگان نام و نشانی بسیاری را که تصور می‌کردند در تهییج افکار عمومی نقش داشتند پیدا کردند و به‌ویژه فعالان فضای مجازی را که حکومت تازه به نقش و قدرت آنان و شبکه‌های اجتماعی آگاه شده بود دستگیر و روانه زندان کردند و در شهرستان‌ها که صدا به صدا نمی‌رسید به آسانی دستگیر و تهدید کردند و خیلی‌ها صدایشان برای مدتها در نیامد. وزارت اطلاعات در ادامه رویه سال‌های قبل خود مبنی بر متهم ساختن برخی از فعالان دانشجویی و حقوق بشری ایرانی به سازمان مجاهدین، این بار نیز تعدادی از دستگیرشدگان را به عضویت در این سازمان متهم ساخته و به اعدام محکوم کرد. برخی دیگر نیز شکنجه و وادار به اعترافات اجباری در مقابل دوربین شدند.
زهرا بهرامی در جریان تظاهرات روز عاشورای ۱۳۸۸ دستگیر و در دادگاه انقلاب اسلامی به قضاوت قاضی صلواتی محکوم و اعدام شد.
عبدالرضا قنبری نیز در جریان تظاهرات روز عاشورای ۱۳۸۸ بازداشت و از سوی دادگاه انقلاب تهران به اعدام محکوم شد.

## صدور حکم بر اساس بخشنامه
به نوشته رسانه‌های نزدیک به جنبش سبز قضات دادگاه انقلاب بر اساس بخشنامه موظف شده‌اند، همه دستگیرشدگان در روز عاشورا را دست کم به یک سال زندان محکوم کنند و از تبرئه دستگیرشدگانی که در درگیری‌ها نبوده‌اند هم منع شده‌اند.